# 桜蘭高校ホスト部
『桜蘭高校ホスト部』（おうらんこうこうホストクラブ）は、葉鳥ビスコによる日本の漫画。また、それを原作としたアニメ、ゲーム作品。

## 概要
『LaLa』（白泉社）にて、2002年9月号より、2010年11月号まで連載された。その後、『LaLa12月号増刊 LaLa Special』が、人気の高かった話の再録や各種インタビュー、6ページの書き下ろしを含めて180ページ以上を本作に費やした「完結記念メモリアル増刊」として刊行された（ただし、この書き下ろし分は現在のところ単行本未収録）。また、本誌である『LaLa』2011年3月号に、「特別編」として60ページの読み切りが掲載された（こちらは、最終巻に収録されている）。
2011年4月に、本編最終巻となる18巻が刊行された。2011年12月時点で累計発行部数は1300万部を突破している。
テレビアニメは、2006年4月から9月にかけて日本テレビほかにて放送された（詳細はテレビアニメの項）。その後、PS2でアドベンチャーゲーム化され、新要素を追加してDSにも移植されている（詳細はゲームの項）。
また、2011年7月にTBSで実写ドラマ化された（詳細はテレビドラマの項）。ドラマ化を記念して、『LaLa』2011年9月号・10月号と連続して関連記事や16ページの「特別編」が掲載され、さらに10月号では実写版キャストが表紙を飾り、フォトブックが付録についた。この特別編2本はともに本編終了から2年後を描いており、主要キャラクターが全員大学生になっている。なお、作者によると、これらの特別編は単行本化未定である。2018年には、これら未収録作品が電子書籍の形で配信されている。また、2012年3月には、この実写ドラマ版のキャストで映画が公開された（詳細は劇場版の項）。

## あらすじ
上流階級の家柄の息子や令嬢ばかりが通う私立桜蘭学院高等部特待生1年の藤岡ハルヒは、勉強ができる静かな場所を求めて南校舎の第三音楽室に辿り着く。しかしそこは「暇をもて余す美少年が、同じく暇をもて余す女生徒をもてなし潤す」ホスト部(クラブ)なる集団が営業していた。
不注意から、校内オークションに出展予定だった「ルネ」の花瓶を割ってしまったハルヒは、弁償金800万円の返済のため「ホスト部の犬（雑用係）」となるが、眼鏡を外した素顔が美形だったことから接客係に格上げとなる。そして借金帳消しの条件として、100人（後に1000人追加）の指名客を集めるノルマを課せられ、ホスト部員としての第一歩を踏み出す。しかし大きな問題が……。ハルヒは「女の子」だったのである。
かくしてホスト部隠れ紅一点のハルヒと、それを知った部員達との関係と思惑は、様々な出来事を経て次第に変化していくのだった。

## 桜蘭高校
所在地は東京都文京区。超金持ち学校「桜蘭学院」に属し正式名称は「私立桜蘭学院高等部」。理事長は須王譲。「一に家柄、二にお金」と謳われ、生徒達の殆どが上流階級の「やんごとなき」身分の家庭を持つ。成績の他に家柄、財力に応じA〜D組にクラス分けされる。進学はエスカレーター方式で、家柄や財力は早々変わるわけではないためずっと同じクラスという人間が多い。そのため、クラスメイトは毎年ほぼ同じメンツである。
奨学特待生制度を採用しており、成績優秀な学生に限り一般からの入学を認め学費が免除される。とはいえ庶民にとっては、求められる学力もさることながら、上流階級に物怖じしない必要があるなど、精神的にも非常にハードルの高い校風のため、特待生となるには余程図太い神経が必要と噂されている。なお、校歌は現理事長の作詞によるもので、親バカ全開な歌詞であるため公式の場で歌われることはない。

### ホスト部
南校舎の最上階・北側廊下つきあたりの第三音楽室で活動。独自の特性を活かし、お客様のニーズに応えるのが基本方針。モットーは「強く、気高く、麗しく」。創設2年目。運動系にも文化系にも所属せず、顧問もいないという異例の部である。
部長は創設者でもある須王環（2年）。ハルヒ以外の部員は環からスカウトを受け入部。現部員は埴之塚光邦（3年）、銛之塚崇（3年）、鳳鏡夜（副部長、2年）、常陸院光（1年）、常陸院馨（1年）、藤岡ハルヒ（1年）の男6人、女1人からなる計7人。ただしハルヒが女である事は部外秘（当作品では普段の学園生活の描写が皆無に等しいので、どのように他の生徒に秘密を守っているかは定かではない）。
メンバー全員がA組で、ハルヒ以外は学院内でも屈指の家柄を持つ者ばかりである。
接客料、指名料、飲食代は無料。ポイント制で、ネットオークションでの購入金額に応じて優先待遇等のサービスを受けられるシステムである。
ちなみに、題名のルビはホスト部（クラブ）だが、作中での呼び名はホスト部（ぶ）である。

## 登場人物
学生キャラクターの学年は物語スタート時。16巻にて、全員進級（あるいは卒業）している。また、ホスト部員はハルヒのボストン留学に合わせ、最終話に全員で留学している。

### ホスト部員
藤岡 ハルヒ（ふじおか ハルヒ）
通称ハルヒ・ハルヒ君。光邦のみハルちゃん。たまに環に娘と呼ばれている。なお、ヅカ部の天草紅緒らからは乙女と呼ばれる。
1年A組。155cm。O型。2月4日生まれ。男子学生服を着るだけ（一応スポーツブラを着用している）でごまかせるほどのなだらかAカップで、中性的ながら全体的に整った容姿である。好きな食べ物は寿司（特に大トロ）、ラーメン、苺。嫌いな食べ物は甘い物、辛い物（一部例外）。天然系で、普段は極めて無関心・無感動な「薄い」性分。得意科目は古典と英語で、嫌いな科目は美術。学年首席（特待生でいるための条件。一度ミスで3番に落ち追試を受ける）。
物語の主人公。一人称は「自分」。一般庶民だが、成績優秀につき特待生として桜蘭学院高校に入学。ホスト部には、割ってしまった花瓶の損害800万円の返済のため入部。部員達に振り回されたり、金持ちとの感覚の違いに辟易したりと苦労が絶えない。将来は奨学金を貰って大学部（法学部）に進み、亡き母・琴子の職業であった弁護士を目指す予定（『LaLa』2011年9月号の特別編にて、無事に進学している）。そのため本質的にガリ勉で、運動は全般的に苦手。リズム感も悪いためダンスも歌も下手で、演技も大根である。
中学時代はロングヘアだったが、進学後、近所の子供によって髪にガムを付けられた事から自分で大雑把に切っており、以来ボストン留学まで第1話で双子が手直ししたショートカットだったが、ボストン留学中から後ろ髪のみ伸ばし始める。
基本的に大雑把な性格で、無自覚な毒舌家。あまりに薄い性分から周囲が空回りすることも多く、悪意のない強烈な一言でとどめを刺し、よく人を落ち込ませる。恋愛に対する無自覚さは、メイに「同情できないレベルで罪に値する」とまで言われた。しかし、人の特徴や行動などを無意識のうちに細かく観察しており、双子の違いを看破したり、些細な変化から心情を汲み取ったりしている。無自覚な仕草など、時折少女らしい一面も見せるが、父・蘭花がニューハーフなせいか性別や容姿には無頓着で、周囲を嘆かせている。また、ご馳走に釣られやすい（大トロに憧れるも環の妨害や不運のため未食）。結構律儀で、なし崩し的に取り交わした約束も守ろうとするため、周囲からは信頼されている。
母親を早くに亡くしたため、幼い頃から家事などを行い、父・蘭花が夜間勤務で家にあまりいないこともあり、「誰かに頼る」という考えに至らないことが多く、基本的に自分の事は一人で解決しようとする。そのため無自覚なうちに環をはじめとした周囲を心配させ、光邦に注意された上、鏡夜の「あえて悪役に回る」という遠回しなフォローを受けたこともある。また、環らと出会って以降、自分のものの見方や考え方が変化したと自覚している。
学院内では、部員と笠野田以外の生徒には女とばれていない（女装した際も、ホスト部常連は「良く似合う」という程度の認識しかしておらず、最終話の蘭花の発言でやっとバレた）が、中学時代の同級生や近所の知人には周知である。
高所・閉所・虫など、怖いという人が多いものは割と平気だが、雷が大の苦手で、体がすくんでしまうほど極度に怯える。
作中中盤で、環の前だと激しい動悸が起こるようになり、本人は風邪の症状だと思っていたが、環が鹿谷と二人でいるところを見たときに嫌だと感じたのをきっかけに、その少し前から環のことが好きだと自覚している。周囲には環のことが好きなのは隠しているつもりだが行動や言葉でバレバレ。環が学校に来なくなってからは、光に「殿を助けるためにも告白しろ」とハッパをかけられた（第80話ラストにて告白）。が、その後はいつも通りのさっぱりとした態度だったため、双子には「告白＝任務完了」タイプだと評されてしまう（表に出ないだけで、2人きりになれる時間を待っていたりなど、一応気にしてはいたらしいが）。

須王 環（すおう たまき）（フランス名：ルネ・環・リシャール・ド・グランテーヌ）
通称キング（ただし自称）・環・環先輩・環様。双子のみ殿、まれにお父さん。光邦のみタマちゃん。たまに鏡夜のみ父さん。
2年A組。183cm。A型。4月8日生まれ。好きな食べ物は庶民ラーメン、庶民菓子（特にベビースターラーメン）。ややナル&おバカな王子系で、ホスト部創立の理由も「自分が楽しいから」という、善意で周囲を振り回す性格。得意科目は英語、フランス語、世界史で、学年次席（勉強は全くしない天才型で運動も得意）。
指名率7割を誇るホスト部部長。甘いトークで女性のハートを捕らえる接客を得意とし、その際は「苗字＋姫」で呼ぶ（これは部員のほとんどに伝染している）。その名声（?）は初等部にも「女を喜ばす天才」、クラス男子には「おバカ」として有名。母に教わったピアノの腕前は抜群。生まれてから一度も風邪をひいたことがなかったが、9巻で初めてひく（原因はハルヒ）。
部員（鏡夜とハルヒ以外）に黙って修学旅行を欠席した罰として越中褌一丁の姿の時に、カメラを向けられピースサインをしたことも。本人曰く「カメラを向けられると自然にそうなる」らしい。
フランス人の母を持つハーフで、母が正妻でないため共にフランスで暮らしていた。14歳のときに日本に呼ばれ、桜蘭学院中等部へ編入して知り合った鏡夜と、高等部入学後ホスト部を設立する。父から聞いた（間違った）日本文化に憧れていたらしい。
涙と情に脆くお人好し。部員のイタズラやツッコミを受けては子供のようにいじけるが、どんなに落ち込んでも苦境や苦難を自分のエネルギーに変えてしまう超ポジティブ思考の持ち主。それによって、複雑な家庭事情も乗り切ってきた「意外に苦労人」でもある。部長の威厳は皆無だが、そのしぶとくも明朗な人柄は、部員には慕われている。
脳内では自分が父、鏡夜が母、ハルヒが娘、双子が息子という家族設定を持ち、オリエンテーリング以前はハルヒへの恋心をあくまで「父としての愛情」と錯誤するほど自分の感情に疎く無自覚だった（作中では、祖母によって引き離された両親を間近に見ていたため、「家族の絆」に固執することで無意識のうちに恋愛感情を封じているせいと推測されている）。オリエンテーリング後、ようやくハルヒへの恋心を自覚し、光を呼び出しハルヒのことが好きだと告げる。父属性のせいか行動が親馬鹿全開となる蘭花似で、ハルヒが環のあしらいに手慣れているのはこのため。
人懐こい犬を飼っている。原作では来日の際に須王第二邸の使用人達から子犬をプレゼントされ、「アンアン」と鳴くのでアントワネットという名前を付けた。アニメでは庶民デパートのペットショップで衝動買い。
時代劇や「おしん」など人情系の番組を好む（これは父の策略の結果でもある。時代劇の劇伴曲をピアノで弾く事も出来るほど）。そのほかに子供向けのヒーローもののテレビも見たりする。ハルヒとの出会いで更に庶民の生活に興味を持つ（特に、以前から憧れだったコタツがお気に入りで、出会って早々の頃に鏡夜の家に作らせたほど）。また、シリーズものの食玩を全部コレクションしていたり、駄菓子（「庶民菓子」）を買い集めては空袋をスクラップ帳にとじ、感想まで書いていたりもする。ただし知識がテレビや聞き知ったレベルのため“庶民”のイメージはかなり貧困で、ハルヒに対して気を遣ったつもりでホスト部員の中で一番失礼な扱いをしている。
フランスへの修学旅行には祖母との約束があるので、部員（鏡夜以外）やほかの生徒には内緒で欠席した。その間は第2邸の使用人達も休暇を取っていたため、暇なのでたびたび父親と食事をしていた。その際の出来事がきっかけで、自分がやりたい事を「須王」の中に見出し始めている。
原作16巻にて須王本邸へ移ることが決まったが、会長である祖母の命により、外部の人間（特にハルヒ）を「須王」にまつわる事件に巻き込まないよう、ホスト部と縁を切ることとなった（最終的に復帰）。
ハルヒが留学を決めてからハルヒには内緒で留学を決めたが、放課後や休日に祖母の用事をこなすという条件を出されたため、しばらくそれに忙殺されていた。その合間に、ボストンでの新居として、アントワネットを飼えて、リビングのドアで互いに行き来できるアパートを密かに探していた。
将来ハルヒと結婚するだろうと作者から示唆されている。

鳳 鏡夜（おおとり きょうや）
通称鏡夜・鏡夜先輩。光邦のみきょーちゃん。環や双子からはお母さん・母さんと呼ばれる事も。れんげのみ鏡夜様。
2年A組のクラス委員長。181cm。AB型。11月22日生まれ。クール系。好きな食べ物は辛い物。嫌いな食べ物は甘い物。得意科目は英語、ドイツ語、物理で、学年首席（環と違い、ある程度は努力する）。
ホスト部副部長兼店長で、何事も理知的に計画を進める知性派。裏では（他の部員曰く）部の実権を握る「影のキング」で、営業中は「悪魔の笑み」を絶やさない腹黒い策士。常に手帳（小説内では「閻魔帳」と呼ばれる。ドラマ版ではiPadを使用。）を携帯し、営業中も帳簿を手離さない。マネージメント担当のため接客は少ない。生徒のデータから裏情報に至るまで詳しいが、聞かれないと話さないタイプで、自ら部のトラブルを演出することもある。環の提案に「自分に迷惑が掛からないから」という理由で賛同することもあるが、大抵は深く関わろうとはせず、もっぱら様子を見ているだけ。
低血圧で寝起きが悪く、無理に起こすと非常に怖い目で睨み付けられ、普段は厚顔無恥な常陸院ブラザーズですら恐れおののくほどである（通称・低血圧大魔王）。このため魔王、大魔王などと呼ばれているが、一部では般若一号（二号は笠野田律）としても恐れられている。
以前は、兄達に劣らぬ才覚を持つも、彼らを立てる完璧な「三男」を演じてきたが、環の指摘で現状に甘んじている自分の姿に気付いてからは、虎視眈々と跡取りの座を目論んでいる。また、2人の兄がそろって医学部へ進学したため、あえて経済学部に進学し、その後、アメリカでMBAを取得するつもり。実際のところ、『LaLa』2011年9月号の特別編にて、アメリカの大学に進学しており、須王グループの事業の視察に行った環と食事したらしい。
部員との付き合いを「メリットのため」と言い切る自称エゴイストだが、本当は「素直」ではないだけである。利益のためなら部員の私物や隠し撮り写真集を販売したり、媚を売ったりと何でも利用する。逆にメリットがないと、徹底的に無関心で無愛想。だがデパートで老婦人を詐欺から守ったり、修学旅行先で環の母親を探したりなど損得抜きで動く一面も。クールなイメージがあるが、環曰く「熱いヤツ」。
環に冷たい対応が多いが、「親友」としてしっかり認めており、ほかの部員達も「かけがえのない友人」と認識している。また、須王家の騒動の最中は、弁護士・高坂の不審な行動や須王家の動向を密かに調査していた。
最終話にて、無自覚ながらハルヒを好きだったのではないかと、光邦に指摘されたがそれは否定している。否定しつつ、かけがえのないものを得たためそれを壊すつもりはないと発言していることから、恋開く前よりさらに前の段階で止めてしまったのかもしれないが、真相は藪の中である。

常陸院ブラザーズ（ひたちいんブラザーズ）
1年A組。178.2cm。B型。6月9日生。イタズラと他人を玩具にすることが大好きな小悪魔系で、ヒマになるとトラブルを起こすために何でもやるタイプであるため、周囲に警戒されている。好きな食べ物はイタリアン、激辛料理（他人が食べないような辛さのものを食べてみるのが好き）。しかしいろんな料理にメイプルシロップをかけたりするらしい。
禁断の兄弟愛とシンメトリーが売りの双子。中等部3年より入部。営業中は光が攻め、馨が受けを担当。遊びとイタズラ好きの放楽主義で、つまらないことには無関心。前髪（光・右分け、馨・左分け）と服装以外はほぼそっくりだったが、後に光が髪の色を変え、見分けやすくなった。アニメ版においては、前髪の分け目が逆になっているシーンも多々見られる。2人を区別できるハルヒを気に入っており、よく彼女をオモチャに環をからかう一方で、ハルヒに対し環と似たリアクションをとることも多い。起きている時も寝る時も常に一緒で、双方が相手を必要とし、何をするにも二人一組。
上述のとおり、暇つぶしのための嘘泣きや嘘ケンカをよくやっているが、スタイリングやメイクも特技としており、原作第1話ではハルヒの髪を切った。また、ハルヒ女装時のメイク等も担当している。
入部以前は「世界はアホばっか」という認識から、他人を寄せつけず2人だけの世界を作っていた。そのため兄弟の絆は極めて強いが、人付き合いや思いやりに関しては未熟。また彼らの世界の均衡が、最初の侵入者といえるハルヒの影響で次第に変化しつつある。大学は桜蘭ではなく美術系の学科がある外部を受験する予定（『LaLa』2011年9月号の特別編で、無事に美大生になっており、髪型等も変化している）。
兄弟揃って大のスペインの歴史的建造物のファンで、アルハンブラ宮殿に至っては「死ねるレベルで好き」とのこと。
1人称は2人とも「僕」だが、光はときどき「俺」とも言う。

常陸院 光（ひたちいん ひかる）
通称光・光君。光邦のみヒカちゃん。
得意科目は数学、物理、化学、美術で、1学期中間テストでは5位。
双子の兄。嫉妬心が強く、自分の物やお気に入りをとられるとあからさまに激昂する。馨に比べると若干子供でおバカ（熱血）。ハルヒ曰く「1人でも非常識。馨より1割増し性格が悪い」。馨から「光はハルヒのことが好きなんだよ」と言われ、はじめて自分の気持ちに気づく。
後にハルヒに告白したことを打ち明け、僕も頑張るから殿もトラウマに負けるなと恋愛感情を自覚することができなかった環の背中を押した。相談相手は主にモリ先輩。
自分を光の自立のお邪魔虫だと思っている馨に、「個々の存在として自立する事も大事だけど、これからもお互い支え合い刺激し合っていけばいいんだ」と髪の色をダークアッシュに染めて、馨との区別がつくようにイメチェンした兄らしい姿も。

常陸院 馨（ひたちいん かおる）
通称馨・馨君。光邦のみカオちゃん。
得意科目は英語、現代文、美術で、1学期中間テストでは4位。
双子の弟。営業中はよく光の攻めで涙を浮かべるが、実は目薬を使用。光に比べ、考え方は若干大人で内向的。ハルヒ曰く「1人だと比較的常識人」。
ハルヒへの恋愛感情を自覚していたが、最終的にハルヒより光が大事だと再認識し、光の恋を応援することに決める。
アニメでは特に光の背中を押す、優しく自己犠牲的な性格を表すシーンが多く出ている。相談相手は主にハニー先輩。

埴之塚 光邦（はにのづか みつくに）
通称ハニー先輩・ハニー君。崇と、光邦の弟である靖睦（やすちか）のみ光邦。崇の弟である悟は光邦さん。
3年A組。148cm。AB型。2月29日生。好きな食べ物はケーキ、苺、辛い物。嫌いな食べ物は人参。暗所恐怖症で閉所恐怖症。ロリショタ系。得意教科は数学で、学年首席。第1話では部内最年長という設定だったが、本誌で誕生日を公募し、その結果を元に設定しなおされたため、その後は崇が部内最年長になっている。
ホスト部のラブリーアイテム&マスコット的存在。亡き祖母が作ったウサギのぬいぐるみ「うさちゃん」といつも一緒。しかし、17巻での崇との「決闘」において崇に負けたことにより、大学部に入ってからは3日に一度だけうさちゃんを持って行くことになる。
人を呼ぶ時はモリを「崇」と呼ぶ以外「ちゃん」付けで、語尾が「〜ねぇ」になるのが口癖（ときどき「〜かねぇ」となることも）。見た目以上に幼く感じるが、稀に裏の顔「ブラックハニー」をのぞかせることがあり、普段の彼が天然なのか計算なのかは謎。早起きだが寝起きは鏡夜同様悪く、その目つきは「怪獣の目」と称される。崇とは従兄弟関係。普段は崇の肩の上が定位置で、飛び乗るのが光邦流。部員達のよき理解者であり、上級生らしい助言も多い反面、余計なちょっかいを出し崇に咎められることも。
見た目と裏腹に武道の達人で、いざとなると電光石火で忍者並みの動きを見せる。以前は空手部に在籍し、中等部時代に柔道と空手で全国制覇の経験もある。また、父・頼久を倒した試合で審判を務めた防衛庁長官より、「破壊兵器並の強さから国連の査察を受けるので、本気を出さないでほしい」と依頼されたとか、指導先の米軍施設で昼寝を邪魔されグリーンベレーを壊滅させたなど、数々の伝説を持つ。また基本的に「うさちゃん○○（キック、パンチなど）」と発声しながら技を繰り出す。
元は程々だったが、自制中に出会った環の言葉を真に受けて以来、夕食後にホールケーキを3個平らげ、週1回「スペシャルケーキナイト」を催すほどの甘い物好きに。また、それが原因で対立中の靖睦に対し、譲歩するどころか手加減抜きで返り討ちにするなど、おやつに対する執念は彼をよく知る崇ですら想像を超える。ホスト部内で光邦にかかるお菓子代は、鏡夜の悩みの種でもある。
伽名月に「付き合いたければ俺好みになれ」的宣言をするなどコマシ台詞の達人（？）である。
環を母に会わせるための計画で、「思いついたことがある」と、崇とともに1日かけて、散らばった須王第2邸の使用人たちを迎えに行っていた。
将来は埴之塚におもちゃや自動車などを開発する新事業を立ち上げようと思っている。

銛之塚 崇（もりのづか たかし）
通称モリ先輩・モリ君。光邦のみ崇。弟・悟（さとし）と靖睦のみ崇兄（たかにい）。
3年A組。192cm。O型。5月5日生。好きな食べ物は和食。ストイック&ワイルド（＝「野生動物」だが野獣ではない）系。得意教科は地理と日本史で、学年次席。
光邦の付き添い役で入部。目つきや寡黙さから親しみ難い印象を受けるが、光邦とのコンビで中和される。ホスト部では「陰ながら好意を寄せるのが好き」という女子層に人気がある。剣道部を掛け持ちし、中等部の頃に剣道で全国制覇の経験がある。普段光邦を乗せているせいか、力仕事が得意。悟曰く「日本の最後の武士（ザ・ラストブシドー）」。光邦曰く、ロマンチスト。時には部員たちに振り回されたりするが、部員や他の生徒からは良き兄貴的存在である。
臣下としての血統からか、従弟である光邦に付き従う（ボーイズラブ的感情はなく主従関係）。常に冷静沈着に思われるが、光邦と離れたり嫌われるとあからさまに動揺する。原作15巻では光邦に言いたいことがあるために、埴之塚流で「決闘」することに。
内面は優しい性格で、言葉よりも行動で自己表現する。そのため本気のファンが多く、ハルヒからの信用も厚い（そのためモリの頼みならすんなり従う）。一方で生け捕りした猪を校舎内に持ち込んだり、茹でガニを頭から食したりするなど、少し非常識な一面も。眠い時はとてつもなく饒舌になり、軽薄な台詞を吐く（これは普段からの言葉数の少なさをカバーするべく、ドラマCDのために設定されたもの。なお、ドラマCDでは主なナレーションも担当）。
ハルヒへの恋愛感情は見られないが、彼女のコスプレや言動に対して可愛いと思うのか、密かに顔を赤める場面が多々あった（ちなみに作者は連載当初、大穴カップルはハルヒとモリだと考えていた）。長身のためか、人の頭の上に手を乗せるシーンも多々見られる。
ペットは夜店で買ったヒヨコ（現在は鶏に成長）「ピヨちゃん」。また、おにぎりを恵んだことで生き倒れのたぬき「ポメちゃん」（名付け親は光邦）に懐かれてしまい、自宅で保護している。この2匹は、モリのことが大好きなあまり互いに嫉妬して喧嘩したりするが、基本的に仲が良い。なおモリはそれぞれ「ピヨ」、「ポメ」と呼んでいる。
小さいものフェチであり、趣味はギャンプラ作り。動物に非常に好かれやすく、ペットの2匹のほか、須王家の番犬であるドーベルマンにも懐かれるほどである。好きなテレビ番組は動物ドキュメンタリー。作者曰く、将来はかなりの愛妻家と子煩悩になることは確実であるという。
「銛之塚」の第1アクセントは「もりのづか」だが、「モリ先輩」の第1アクセントは「もりせんぱい」。
- なお、3年生2名は、原作16巻にて高等部を卒業。桜蘭の大学部へ進むが、モリは法学部、ハニーは理工学部と異なる学部へ進学した（以前から決まっていたことらしい）。ただしホスト部は「引退」ではなく「OB」として「毎日は無理でもちょくちょく2人で大学部から通うつもり」とのこと。

### 家族関係者

#### 藤岡家
一般庶民。小さなアパートで暮らしている。
藤岡 涼二（ふじおか りょうじ）・蘭花（らんか）
ハルヒの父。蘭花は源氏名。原作15巻時点で36歳。
琴子と出会ったのは夜のバー（当時19歳。琴子25歳）。バーテンのバイトと客の関係だった。新米だった琴子が初めて1人で手がけたある事件で、被告人が無実であり、職場の先輩が真犯人であるというに至る証言をした。その裁判後にバーテンを辞め、昼の仕事に切り替えて、毎日中華屋などで琴子に安めではあるものの夕食をおごり、更に家まで送っていた（これは、先輩の恋人が琴子を逆恨みしている可能性を考慮しての行動）。この時点で、バイセクシャルであることを琴子にはカミングアウトしている。
自覚あるバイセクシャルだが、女は生涯琴子しか愛さないと誓っている。またメイクを落とした状態ではごく普通の男性としての行動をしている（が、おネエ言葉になることも）。ハルヒが幼い頃は酒屋とニューハーフ業を掛け持ちしていた。
妻・琴子他界後、本格的にニューハーフに。ホスト部一行とは自宅アパートで初対面を果たすが、部内責任者として学内でのハルヒ活動報告をしていた鏡夜とは以前からメル友。全般的にホスト部部員たちには好意的に接するが、初対面でハルヒを「押し倒し」状態というまずいシーンを見せた環だけは「（娘を奪う）敵」と認識して徹底的にいじめ抜く。その他にもハルヒが環に接する（無自覚の状態で）状況を見て、第一にハルヒが環を好きになるだろうと思ったなどから、環に対しては敵意識（ただし、第一印象は「アホ」）。親としてしっかりハルヒのことを見ている。また、環が自分と似ているということは認めている様子である。
娘のハルヒを溺愛しており、度々「自慢の娘」と豪語している。メイ曰く、綺麗系。
後に、亡き琴子同様、ヅカにハマる。

藤岡 琴子（ふじおか ことこ）
旧姓：片山。ハルヒの母で故人。生前は弁護士であり、周囲から将来を期待されている才媛だったが、ヒモ同然だった夫を養う為に町の小さな法律事務所に勤務するようになったという。空手の使い手で、一般男性1人くらいまでなら何とか勝てるらしい。
実はきれいなもの（人）が好きで、家計を逼迫させるほどのヅカ部コレクターだった。
ハルヒが幼い頃に病没。闘病中にハルヒのために料理のレシピを書いたノートを作ったり、ハルヒ名義の銀行口座を作って定期的に入金しておいたり（死後は蘭花が引き継いだ。留学できるくらいの金額はあるらしい）と、残される家族を大切に思っていた。

#### 須王家
七名家と謳われる家柄の一つ。財閥を成し、金融業を基盤に学校、ホテルを経営。須王とは「成るべくして王になる」という意味。
須王 譲（すおう ゆずる）
環の父。須王財閥総帥。桜蘭学院理事長。
正妻とは政略結婚だが、出張先で知り合ったフランス人女性との間に環が生まれたことをきっかけに離婚。
環にわざわざ炙り出しの手紙を送ったり、日本の嘘情報を吹き込んだりと、息子をからかうのが趣味。親馬鹿。
『あしながおじさん』に憧れ特待生制度を採用、ハルヒとの初対面の際その話にちなんでレターセットを渡した（その立場上、ハルヒの性別を知っている）。小説版では、以降届いた手紙をスクラップ帳に綴じている描写がある。ハルヒ曰く「譲と環は似ている」。
16巻にて、環が本邸に移ってきたことを機に「ホスト部の永久活動停止」を理事長命令で秘書に命じた。さらに、裏から取締役会に手を回し、会長である実母を失脚させる。その後、それらを含めた家族間の問題が解決したため、ホスト部に活動再開の許可を出す。
弁護士・高坂がハルヒの両親と関係があることを知っており、会長に対して「環の周囲からハルヒを排除させないため」の歯止めに利用していた。
また、長年私的な資金を環の母方の実家が経営する会社へ投じ、シスレーゼ症候群に効く新薬の開発を密かにバックアップしてきた。
須王 静江（すおう しずえ）
須王財閥会長。
夫の他界後、1人で財閥を切り盛りしてきたため、現職を退いた今もなお会長として最高の権力を持つ。息子の策で失脚させられるが、その後、相談役に就任。
跡取りがいないため環を日本に呼ぶが、「妾の子」の環を快く思っておらず、3年間、環が母と連絡を取ることや会うことを禁じていた。が、失脚騒ぎの中、第80話にて、ハルヒの言葉を受け、帰国する母へ会いに行く許可を出した（以降は息子とも和解している）。
冷酷な人物ではあるが、須王の影響力に他人を巻き込むことを良しとしないという毅然とした一面も。
時代劇が好きで、渡辺謙のファンであると匂わせる台詞もある。また、失脚騒動後は環の弾くピアノを楽しみにしたり、それまでの冷酷なイメージからお茶目な部分も見られた。

#### 鳳家
先の公爵家。医療関係を中心に、リゾート施設も経営している。鏡夜曰く「共通点はすべて癒し系」「いつも人々の幸せを考えている」らしいが胡散臭い。アニメでは100名の私設警察を擁する。
鳳 敬雄（おおとり たかお）
鏡夜の父。鳳グループ代表。須王財閥とも取引があり、鏡夜はこのツテからシスレーゼ症候群の新薬に関する情報を得ている。
鏡夜には成績以上の成果を上げろとけしかけている。
鳳 悠一（おおとり ゆういち）
鏡夜の兄。鳳家長男。父親と同じ総合病院で後継者修行中。眼鏡をかけている。妻子もちだが、仕事の相談をするべく、週に1度は父や弟である秋人、鏡夜と朝食をとる。
鳳 秋人（おおとり あきと）
鏡夜の兄。鳳家次男。現在、大学の医学部在学中。卒業後MBA取得予定。芙裕美より年下。作者曰く「この漫画一の小物」。

#### 常陸院家
主にアパレル関係の会社を経営。ホスト部の衣装はほぼ常陸院家からの提供。母方は代々女傑一族で苗字も母方。家訓は「自由に生きたもん勝ち」。祖母は華道家元。アニメでは家の構造は左右対称。
常陸院 和葉（ひたちいん かずは）
いけばな常陸院流第7代家元。双子の祖母で双子5歳の時に45歳。着物の着付けもできる。趣味はツーリング（放浪とも言う）、バイクいじり。結い上げた髪に大量の花を挿している特徴的な髪型（昔、環が帽子と間違えたほど）だが、これはもともと2歳の時の双子が、彼女が寝ている間に仕掛けたいたずらがきっかけだったらしい。
双子の祖父に当たる人も入り婿で、毎回彼女の放浪につき合わされている。
常陸院 柚葉（ひたちいん ゆずは）
光、馨の母。経営者兼ファッションデザイナー。
楽天家で豪放な性分。仕事以外は大雑把で、双子の見分け方もほとんどクイズ感覚（実はとっくに見分けられるようになっているが、本人達には黙っている）。だがこれも母なりの愛情で、分け隔てなく接している。
常陸院 隼（ひたちいん はやと）
ソフトウェア開発企業の役員。入り婿。
双子の父。極めて陰が薄く、双子にすら存在を気付かれないこともあり、気付いたらそこにいる人。あまりに陰が薄いため「隠密向き」と自嘲する。妻と違い双子を見分ける事も気持ちを察する事もできるが、気付かれない為どうにもできない。因みに気配を消す事も上手いが、読む事も上手い。

#### 埴之塚家
武道の名家。様々な体術を取り入れ、武器を使用するなど総合格闘技の部類に相当する「埴之塚流」という決闘方法を作った。家訓は「一門相見えたら瞬時に斬り結べ（出会ったら、とりあえずバトル）」で、兄弟でもとりあえず会ったら実戦さながらの応酬をするという厳しいもの。小兵な武人を輩出しているらしい。銛之塚家とは近所。
埴之塚 頼久（はにのづか よりひさ）
光邦の父。45歳。埴之塚家創始以来の天才武道家と称される。第72話に登場。
アニメ版において真の強さを光邦に問われ、「その目に見せてやる」と戦いを仕掛けるが、光邦に倒される。
光邦を非常に可愛がっており、彰との問答では常に光邦を擁護する。背は銛之塚彰と同じで埴之塚としてはかなり高い。
埴之塚 靖睦（はにのづか やすちか）
通称チカ。光邦のみチカちゃん（ただし、決闘時は靖睦と呼び捨て）。崇と悟は靖睦。
光邦の弟。中等部3年。空手部主将兼柔道部所属。167cm。A型。
「自分に厳しく、他人にも厳しく」がモットーの鬼主将。欲望に堕落した光邦を嫌悪し次期当主と認めていない（というより、夜食にホールケーキを三つも平らげてケロッとしている兄を、本気で妖怪か何かのように怖がっている）一方で、兄に近づこうと技を吸収するなどコンプレックスが激しい。目がいいのにやや度が入ったメガネをかけているのは、兄に似たくないためと、兄の姿をぼやかすため。
兄とは正反対のクールな性格で、負けず劣らず女子の人気者。甘い物も可愛い物も苦手だが、血はあらそえないとはいったもので、小動物（特にヒヨコ）は大好き。きつく責めると泣き出したり（泣くとヒヨコがとびだす）、褒めると子供のように嬉しがる様は兄そっくり。実は限りなく光邦に近い性格である。単行本最終巻の「未来予想」で、悟が兄たちの留学後はホスト部の代わりに靖睦とともに小動物を飼育する「飼育部」を結成した。その時にはメガネを卒業している。

#### 銛之塚家
代々埴之塚家の家臣であったが二代前の婚姻で親戚となり、その主従関係も衰えつつある（が、本能的に付き従う）。埴之塚家同様、武道の名家で剣術を得意とする。埴之塚家とは提携事業も多く、事業面においても切っても切れない関係である。
銛之塚 彰（もりのづか あきら）
崇の父。45歳。第72話に登場。
銛之塚 悟（もりのづか さとし）
中等部3年。崇の弟。剣道部主将兼空手部所属。175cm。O型。
兄を尊敬し、兄の行為は全て正しいと疑わない。そのため、兄には敬語で話している。伝統にのっとり靖睦を主人と定めるが、無礼やワガママに対しては竹刀で粛正するのも家臣の務めと信じて疑わず、専らしばき回している。
兄とは正反対のさわやかで明るい性格。やや天然。タバスコ入りの紅茶を平気で飲んでしまう味オンチ。双子曰く「アホの子」。
空気が読めない。そのくせ、自分では空気が読めると思っている。作者曰く「とても迷惑な子」。
単行本最終巻の「未来予想」では、兄たちの留学後はホスト部の代わりに靖睦とともに小動物を飼育する「飼育部」を結成した（本来は新ホスト部を結成予定だったが、新ホスト部結成に対して消極的な靖睦をその気にさせようとして小動物を飼い始めたところ、飼育部となった）。
兄同様、整ったルックスであるが女子生徒からモテる描写がない。

#### その他
アンヌ＝ソフィー
環の母。フランス人。
譲とは相思相愛だったが、譲の母・静江には結婚を認められなかった。
良家（貴族）の子女だったが病弱で、環が幼い頃はよく熱を出して寝込んでいたが、現在では体の調子は良くなりつつあり、家事をこなしたり畑で野菜などを栽培している。ピアノが得意で、体調がいい時は先生もやっている（幼い環も彼女に教わっていた）。アントワネットの兄弟犬（名前はハチベエ）を飼っている。
譲が教えた、間違った日本文化をそのまま覚えているなど、天然系で明るい人物である。現在でも譲と息子の環を愛する気持ちは変わらない。
環の写真をたくさん持っていることから、恐らく静江には内密で譲と連絡を取っていると思われる。
17巻にて、長年の病弱体質の原因が、難病と言われる「シスレーゼ症候群」であり、それを治療するために実家であるグランテーヌ家が須王譲からの私的な支援を受けて開発してきた新薬の、臨床試験の被験者となったことで回復の兆しを見せ、一時来日することが出来た。
アニメ版では失踪後トネール家の家政婦となっている。
矢道 芙裕美（しどう ふゆみ）
旧姓・鳳。鏡夜の姉。初登場時26歳。
至って穏やかな性格で、鏡夜のことをいろいろと気にかける。度々鳳家に出入りしている環とも仲がよく、一緒に庶民グルメマップを作成。鏡夜の部屋に入り浸り、花嫁修業と称して掃除などの世話をしていた時期もあるが、総じて家事は下手で我流。
アニメ版では結婚前のためクレジットタイトルは旧姓。

### 学院生徒・関係者
綾小路（あやのこうじ）
3年A組。元ホスト部常連。下の名前は不明。
上流階級を鼻に掛ける嫌味なステレオタイプのお嬢様。庶民の出で環に可愛がられるハルヒに嫉妬し、嫌がらせを繰り返したが、環らには見通されていた上に反感を買い、事実上出入り禁止になる。
宝積寺 れんげ（ほうしゃくじ れんげ）
コスプレや恋愛ゲームが趣味の、生粋のオタク少女。髪には濃い赤色の大きなリボンを結んでいる。恋愛ゲームで鏡夜似のキャラにのめり込み、鏡夜の写真を見てフランスから転校、1年A組に編入する。結果的にゲームと現実の違いを理解したようで、その後も学院に残留する。ホスト部のマネージャー（らしい）。『LaLa』2011年9月号の特別編では大学部の経済学部に進学している。
同人的設定が大好きで、あらゆる萌え属性に精通。怒ると髪がメデューサ化する。
原作での出番は少ないが、アニメでは大幅に増え、強力モーターを使ったせり仕掛けで、神出鬼没に登場するのがお決まりのパターン。キャラクターの属性指導や実況、解説の他にもホスト部の同人誌の販売（部へ納金されているかは不明）、デパート屋上でのヒーローショーの司会などで活躍（?）。
ハルヒ以外の女性登場人物では初めてモリに名前を呼ばれた人物である（アニメのみ）。
DVD8巻ではホスト部員以外で唯一ジャケット表紙を飾る。
猫澤 梅人（ねこざわ うめひと）
通称猫澤先輩。3年生。 黒魔術部部長。
ロシア・トカレフ（ロマノフ）王朝の流れを汲み、代々猫を崇拝する家柄の出身。ロシア寄りのクォーターで、金髪の美少年だが、常に黒いカツラに黒マント（部員は全員着用）という黒装束で全身を覆っている。
闇に魅入られており、明るい所は大の苦手。呪いや血などのオカルト好き。猫のパペット「ベルゼネフ」といつも一緒。妹のためにと、ホスト部員によるカツラやマントなしで明るいところへ出るための特訓を受けたこともあるが、急激な変化に体が耐えられなかったのか、すぐに元に戻ってしまった。なおホスト部員では環だけが呪いを信じ込んでいる。
何故か環によく絡んでおり、原作81話での理事長の発言によると、環の母の搭乗手続きを遅らせるため、どういう手段でか伽名月とともにVIP用のラウンジに入り込み、「今搭乗すれば恐ろしい呪いにかかる」と嘯いていたらしい。
猫澤 霧美（ねこざわ きりみ）
幼等部1年。3歳。梅人の妹。
高等部の兄を探してホスト部に迷い込む。兄とは正反対で闇と（実物の）猫が苦手。兄の肖像画から王子様属性の兄に強い憧れを抱くが、普段から扮装している梅人を長い間その兄だと信じなかった。しかし登場時の一件から心を開きつつある。「酒池肉林」や「逆ハーレム」系の少女漫画を読んでもらうのが好き。
当初、ホスト部員に名前を覚えてもらえず、「刺し身ちゃん」などと呼ばれていた。
伽名月 麗子（かなづき れいこ）
1年D組。黒魔術部。
黒魔術部の紅一点。物静かで感情の起伏が少ない。部員以外に友人がおらず、趣味の呪いが唯一のコミュニケーション手段。一目惚れした光邦に「魂を奪われたから魂を奪わせてもらう」と、呪い（恋まじない）の数々を駆使して猛アタックをかける。最後は呪いに頼らず真正面からアプローチし、光邦に許容される。
単行本最終巻の「未来予想」では、「言いたくても言えないこと」をジェスチャーにして光邦に伝えるが、その際にダメ元でやってみた「結婚」を承諾されてしまう。
城之内 綾女（じょうのうち あやめ）
2年A組の副委員長。成績は学年3番（環が来るまでは常に2番）。鏡夜の頼みを受け、ケアレスミスで追試を受けなければならなくなったハルヒの教師役を務めたことがある。作中では鏡夜に次ぐ頭脳派。
長ゼリフを一息で喋るのが特徴で、ホスト部でのあだ名は「モールス女史」。嫌いな物は雨と騒音と環。歪み知らずのストレートヘアだが実は天然パーマ（故に雨が嫌い）。環への感情が好意の裏返しだと気づいてからは、パーマを生かした髪型に変えホスト部の常連となるが、ストレートで真面目な性格は相変わらず。
環を母に会わせるために外へ連れ出すという部員の計画を、春日崎ら他のホスト部常連客と共に立ち聞きし、協力体制を敷いたキーパーソンである。
アニメ版ではほかのモブキャラクターたちと同様に初対面の環にあっさり惚れこんでいた。
九瀬 猛（くぜ たけし）
3年A組。アメフト部部長。
鏡夜とは学年は違うが幼等部からの幼馴染。当時のある一件で鏡夜にプライドを潰され、一方的にライバル視しているがいまだ0勝。実家は青果輸入業のトップで、常にオレンジを持ち歩き皮ごとほおばる。ちなみにこのオレンジはポストハーベスト農薬の心配が要らないとか。
アメフト部部長となるだけあって、運動神経はかなりのもの。体育祭では負けていた赤組を勢いづかせた。
ドラマCD第3弾に収録のおまけメッセージにゲスト出演。
満山 香南（みつやま かなん）
3年B組。生徒会書記。
鏡夜、猛と幼馴染。猛とは婚約中で相思相愛。おっとりとした外見に似ず性格は結構黒く、意中の猛が鏡夜と張り合うのは無駄なのでやめて欲しいと思っている（面と向かって当人にまで言っている）。実家は九瀬家に続く青果輸入業ナンバー2。
相賀 和清（そうが かずきよ）
1年A組のクラス委員長。成績は学年次席（1度ハルヒのケアレスミスで首席）。ハルヒのことは一貫して「藤岡」と呼ぶ。『LaLa』2011年9月号の特別編ではハルヒと同じく大学部の法学部に進学している。
親は政治家。暗所恐怖症な上、極度の怖い物系恐怖症。幼馴染の倉賀野に想いを寄せている。双子曰く「いじめると己の穢れが浮き彫りになる」ほどの純情派。
笠野田 律（かさのだ りつ）
通称ボサノバ君、ボサノバっち。ハルヒのみカサノバ君。組員からは若。1年D組。『LaLa』2011年9月号の特別編では大学部の経済学部に進学している。
関東最大勢力の暴力団「笠野田組」の跡取り。赤毛。組員すら恐れるほどの顔つき（双子と環曰く、はんにゃ2号）と態度のために友達が出来なかった。寡黙で一見怖いが周囲に人が集まる崇に憧れ弟子入りし、ホスト部に出入りする内にハルヒの正体を知る事に。以降ハルヒに恋愛感情を持っていたが、告白する前にハルヒの無自覚な「お友達」宣言を受け玉砕。その後園芸部に入部し、ハルヒにプチトマトの苗木を渡すなど、友人としての交流は続いている。
中身は動物好きで舎弟思い（だが、動物は怪我で逃げ出せないものしか触らせてもらえず、組員は顔にビビっていた）で、根はかなり良い人である。元名称は「人間ブリザード」だったが、多くの友達が出来てからその名称は消えていった。手先は器用な方。アニメでは桜蘭祭で女子達と会話する姿や、缶蹴りをしている姿が見られる。
部員以外でハルヒの正体を知る唯一（?）の生徒だが、部員の話し合い（明らかに脅迫）もあり、ハルヒのためにも秘密厳守を誓う。
鷹凰子 嗣郎（たかおうじ しろう）
初等部5年A組。やんちゃ系。ワガママで生意気、怖い物知らず。必修クラブは音楽。意中の女の子・雛を振り向かせようとホスト部に弟子入りし、雛との連弾のため環にピアノの特訓を受ける。後にホスト部に出入りして「お姉さまキラー」の称号を得る。また、小説版では初等部にホスト部を設立した。
神城 雛（かみしろ ひな）
元初等部5年A組。必修クラブは音楽だった。今は父の仕事の都合でドイツ在住。クラスメイトで同じクラブをやっていた嗣郎とはメールによる遠距離恋愛中。嗣郎曰く「意外とヤキモチやき」。
春日崎 奏子（かすがざき かなこ）
2年B組。ホスト部常連。
幼馴染で婚約者の亨の気を引こうと、さすらいのホスト巡り（別名：男とっかえひっかえ病）を続ける（ハルヒの入部までに全員2周はしているらしい）。入部したてのハルヒを指名し、さらにホスト部のクリスマスイベントに合わせて、ハルヒのダンス教師も務めた。亨との思いを確認した後も、頻度こそ落ちたもののホスト部に顔を出す常連の1人。埴之塚家の近所に住んでいる。
ホスト部の活動停止&須王家の騒動の最中、他のホスト部常連とともにホスト部員の元を訪れ、「常連の大半が環の出生について知っていること」「もっと自分達にも頼って欲しいこと」を告げた。その後、ホスト部員が環を連れ出す計画を練っているところを立ち聞きし、常連たちと計画のフォローを図る。
アニメ版のクリスマスイベントではハルヒが彼女の頬にキスすることになるが、ハルヒはファーストキスと知った環がそれを阻止しようとして、間違えてハルヒを押してしまい、ハルヒが奏子にファーストキスを捧げてしまう。
珠洲島 亨（すずしま とおる）
2年C組。食器輸入業を営む「珠洲島通商」の子息。ホスト部のティーセットも彼の会社からの仕入れ。自分の家柄の低さに引け目を感じ、婚約者である奏子を避ける様になる。彼女に相応しい男になろうとイギリス留学を決意。
小松澤 明（こまつざわ あきら）
3年C組。新聞部部長。父は出版社社長。全く売れないゴシップ新聞「桜スポ」を発行。部と自分の置かれた立場への焦りから、ホスト部の取材を通じて環の裏の顔をスクープし、部数の増加と環の失墜を謀ろうとするが、それを見抜いた鏡夜たちの裏の顔を見せつけられ、気圧される。
原作では「最後の仕事」とばかりに崇と光邦の決闘騒ぎをスクープした号外を配る。
右京 千影（うきょう ちかげ）
2年B組。新聞部。親の会社が小松澤家の会社の傘下にあるため、弱い立場にある。
左京 智親（さきょう ともちか）
2年C組。新聞部。右京同様、部長の指示には逆らえない。
鹿谷 愛（かのや めぐみ）
両親の親族の不仲により、神戸の名門「葵塚学院」から2年A組に転入してきた。父は、関西に料亭を多数持っている。料理好きで、父が昔書いた本を大切にしている。
ある日、ホスト部のイベント中に馬が鴉に驚いて襲ってきたところを環に助けられる。それがきっかけで環が気になり始めて、告白する。双子曰く環の妄想に登場するハルヒに近いらしい。
ホスト部主催のオリエンテーリングで環と組み奮闘するも、時間がかかりすぎたため最下位。また、このイベント自体が、彼女の本音をさらけ出させるために仕組まれていた。
松平 利頼（まつだいら としより）
3年A組の生徒会長。胃痛持ちで、桜蘭祭の場所取り「中央棟サロン争奪戦」に体力勝負が入るかもと考えただけで胃が痛む。だが、チェスなどの頭脳戦は強い。
ホスト部常連客（一部）
各々が固定の指名相手を持つ。比較的萌え（特にボーイズラブ）属性の傾向が強い。
常連同士の情報網で環の出生と家庭の現状を把握している。ただし、庶民のハルヒに対しては詮索しない方向で協定を結んでいたため、ハルヒの女装（ロングのカツラにワンピースドレス、メイク）を見ても女の子だと気づかず、環との恋もボーイズラブモードで応援していたらしい。
アニメ版では、彼女らにも個人名が設定されている。以下は原作から登場した生徒。
倉賀野 百華（くらかの ももか）
1年A組のクラス副委員長。成績優秀。ハルヒのファンで、アニメでは1話から登場。『LaLa』2011年9月号の特別編ではハルヒ・相賀とともに大学部の法学部に進学しており、未だにハルヒを君づけで呼ぶ。
桜塚 希美子（さくらづか きみこ）
1年A組所属。ハルヒファンの1人。

風間 善之助（かざま ぜんのすけ）
通称 長老。高等部教頭。ヒゲがトレードマークで紳士の中の紳士。食堂で起こるホスト部のいざこざのとばっちりでスープを顔から被るのがお決まり。
若い頃、空腹で行き倒れ、女性（後の夫人）にスープをご馳走になったのがきっかけで、本を出版するほどのスープ研究家に。今も夫婦仲は大変良好。

### その他の人物
白百合の会・ヅカ部
お嬢様学校「聖ロベリア女学院」所属の「乙女の乙女による乙女のための」会。「ヅカ」とは「宝塚歌劇団」の略称と思われ、彼女らの立ち振る舞いも宝塚そのもの。30年の伝統を誇り、活動内容は舞台のほかにも茶会や討論会など多岐にわたる。またさまざまな「ヅカ部グッズ」も販売している。
桜蘭の文化部発表会で訪れた折にホスト部の実態とハルヒの事情を知り、ハルヒをロベリアに引き抜こうとする。また舞台の補欠要員として無理矢理ハルヒを連行したことも。
女性をたぶらかすホスト部を敵視するが、両者共似たり寄ったりのおバカ集団である。
天草 紅緒（あまくさ べにお）
通称紅薔薇の君。ヅカ部部長。長身・ショートヘアで、芝居では男役。ハルヒを一目で女と見抜いた。好物はタコさんウィンナー。
舞原 千鶴（まいはら ちづる）
通称鈴蘭の君。ヅカ部副部長。通称の由来は「スズラン科→舞鶴草（マイヅルソウ）」から。
石蕗 雛子（つわぶき ひなこ）
通称雛菊の君。通称の由来は「キク科→石蕗（ツワブキ）」から。

園田 功（そのだ いさお） / 美鈴（みすず）
蘭花の同僚のニューハーフ。美鈴は源氏名。元銀行員。愛称は「美鈴っち」。夏は軽井沢でペンションを経営し、ハルヒもアルバイトに来る。料理や裁縫が得意で、フリルやレースなどが大好きな少女趣味。バツイチ。
安村 メイ（やすむら メイ）
美鈴の娘で今は母と再婚相手の父との3人暮らし。都立梅芝女子高校1年3組。コギャル風で口が悪い。特技は服作りで浴衣なども自分で縫う。女の子に自分が作った可愛い服を着せて可愛くするのが好き（ハルヒ曰く、「確実に美鈴さんの血」）。美鈴に対して冷たく接するが、美鈴の作る料理が好きだったりと父を密かに想っている。
ハルヒの恋愛に協力するなどハルヒとは腹を割った関係で仲が良く、ホスト部の面々とも仲が良い。ハルヒ宅に来る時には毎回ハルヒにオムライスを作ってもらっている。『LaLa』2011年9月号の特別編では、服飾系の学校に進学しており、イベントのファッションモデルを頼まれた自分達の代理として双子に派遣された笠野田と出会い、打ち解ける。
常陸院柚葉の熱狂的ファン。
千堂 鉄也（せんどう てつや）
ポニーテールの笠野田組新人構成員。22歳。対立する千堂組関東支部組長の次男だが組のやり方に反発し家出、雨の日に律に傘を差し出され、その優しさに惚れ込み素性を隠して笠野田組に入門。律のそばで雑務をこなすことが多いため、比例してビビらせ率も高い。律と舎弟達との橋渡し的存在。
ミシェル
ヨーロッパの小国、モナール王国の第一王女。環の母に似た面影を持つ。訪日の際ハルヒのクラスに編入。国王である兄・ローランスをとても慕っており、構ってもらえない寂しさからワガママに振る舞う。
前園 シマ（まえぞの シマ）
須王第二邸使用人総括兼環教育係。82歳。
環が本邸に移った後、休暇となったため、奄美大島でダイビングのライセンスを取る為の講習に励んでいたらしい。彼女を含め、第二邸の使用人の大半はもともと本邸のスタッフだったため、本邸のセキュリティを把握しており、クビを覚悟で環を連れ出す作戦に協力した。失脚騒ぎが終息してから、環の意思を受けた静江によって、彼女を含めた全員とアントワネットも本邸に戻る。
野武（やぶ）
妻子に逃げられ、娘を探すため身体測定中の桜蘭高校に紛れ込んだ医師。公立黄林高校と間違え桜蘭に潜入してしまったドジな男。
荒井（あらい）
ハルヒの中学時代の同級生。当時ハルヒに告白するも、天然ボケのハルヒには告白だとも気付いてもらえなかった。夏休みに、軽井沢で伯父が営む青果店を手伝っていて、配達先のひとつが美鈴のペンションだったためハルヒと1年ぶりに再会した。その際正式に振られるが、今も友達であることに変わりはない。進学先ではサッカー部に所属。
メイドA・B（名前は不明）
光と馨の世話係で、彼女らも双子。ハルヒの着替えを手伝うことは異様に目を輝かせる。
世話係（名前は不明）
幼少時の双子の世話係で、正体は泥棒。不愛想だが双子には気に入られていた。「信じるのは自分だけ」という信念を持つ。彼女の言葉が後の彼らに影響を与えることとなる。
くれ竹（くれたけ）
猫澤家のメイド。王子様のような兄に憧れる霧美に、王子様の出る絵本を読み聞かせていたが、レパートリーが尽きたため、少女漫画に手を出した。霧美が年齢に不相応な言葉を使うのは彼女が原因。猫澤家の秘密などを「適当に」話す。
角松（かどまつ）
猫澤家秘書。顔の左半分に刀傷のような長い傷が走っている。原作では霧美のお迎えも担当。くれ竹とのコンビネーションは抜群。
橘 誠三郎（たちばな せいざぶろう）
鳳家のボディーガード。39歳。鏡夜付きボディガードの中では唯一鏡夜の部屋に入ることができる。本人曰く「光栄な事」らしい 。非常に真面目で少々神経質な性格。
鏡夜付きの3人の中では一番の古株でリーダー。鏡夜が捨てる、環からの（数々の）贈り物を持ち帰っては保管している。妻と娘がいる。
相島（あいじま）
鳳家のボディーガード。45歳で3人衆の中では最年長。常に冷静なため、他の2人に頼られている。
特技は料理で、鏡夜の夜食や3人衆のおやつも用意する。妻は23歳で現在妊娠5か月らしい。
堀田（ほった）
鳳家のボディーガード。35歳。体は大きいが気が小さい。髪を整えるのが苦手なあまりスキンヘッドにしている。感動しやすく涙もろい。年上の妻がいる。動物好き。
鳳家プライベートポリス
構成員100名の私設警察。埴之塚の門下で武術指導を受けている。SWAT並の装備を誇るが、光邦と崇には全く歯が立たない。アニメ第7話ではH&K MP7を装備していたが、折り畳み式のバーティカル・フォアグリップを起こさずに構えていた。
高坂 由布子（こうさか ゆうこ）
須王家と取引をしている弁護士の1人。涼二の知人で、大学では琴子の後輩に当たるらしい。環を本邸に入れてもいいかどうかを判断するためとして、環の素行調査をしていたが、それ以外にも何かあると思われる人物。父親の借金が原因で家庭崩壊し、荒んでいた時期があるため、金にうるさい。
静江の失脚騒ぎの間中、譲の手のひらで踊らされていたと判明してからは、当初勤務していた、規模の大きな事務所を辞め、琴子のように小さな事務所に勤務する道を選ぶ。魚肉ソーセージ好きで、メーカーにもこだわりがある。
密かに涼二へ想いを寄せている
進藤くん（しんどう）
名前は不明。糸目で癖のある黒髪を持つ青年。弁護士の卵として高坂の下で働いているが、振り回されてばかりいる苦労人。肉まん好き。

## 書誌情報

### 単行本
- 葉鳥ビスコ 『桜蘭高校ホスト部』 白泉社〈花とゆめコミックス〉、全18巻
  1. 2003年8月5日発売[10]、ISBN 4-592-17448-8
  2. 2003年11月5日発売[11]、ISBN 4-592-17449-6
  3. 2004年3月5日発売[12]、ISBN 4-592-18081-X
  4. 2004年8月5日発売[13]、ISBN 4-592-18082-8
  5. 2005年1月5日発売[14]、ISBN 4-592-18083-6
  6. 2005年7月5日発売[15]、ISBN 4-592-18084-4
  7. 2005年12月5日発売[16]、ISBN 4-592-18085-2
  8. 2006年4月5日発売[17]、ISBN 4-592-18086-0
  9. 2006年9月5日発売[18]、ISBN 4-592-18087-9
  10. 2007年4月5日発売[19]、ISBN 978-4-592-18088-3
  11. 2007年9月5日発売[20]、ISBN 978-4-592-18089-0
  12. 2008年4月5日発売[21]、ISBN 978-4-592-18090-6
  13. 2008年9月5日発売[22]、ISBN 978-4-592-18713-4
  14. 2009年5月1日発売[23]、ISBN 978-4-592-18714-1
  15. 2009年9月4日発売[24]、ISBN 978-4-592-18715-8
  16. 2010年4月5日発売[25]、ISBN 978-4-592-18716-5
  17. 2010年9月3日発売[26]、ISBN 978-4-592-18717-2
  18. 2011年4月5日発売[27]、ISBN 978-4-592-18718-9

### 小説
- 葉鳥ビスコ・加藤陽一・土井佐智子・藤谷燈子（著） 『桜蘭高校ホスト部』 白泉社〈花とゆめCOMICSスペシャルララノベルズ〉、全2巻
  1. 「〜とびっきり！〜」2008年4月5日発売[28]、ISBN 978-4-592-18773-8
  2. 「〜とっておき！〜」2009年9月4日発売[29]、ISBN 978-4-592-18703-5

### 関連書籍
- 『桜蘭高校ホスト部 アニメファンブック』2006年11月発行、ISBN 4-592-73238-3
- 『花とゆめコミックススペシャル 桜蘭高校ホスト部ファンブック〜うき♥ドキ☆攻略大作戦〜』2009年9月4日発売[30]、ISBN 978-4-592-18702-8
- 『映画原作「桜蘭高校ホスト部」パーフェクトガイド』2012年3月5日発売[31]、ISBN 978-4-592-19896-3

## ドラマCD
アニメ化以前に、過去幾度か『LaLa』または『LaLaDX』での応募者全員サービス、また『LaLa』付録CDとしてCDドラマ化されている。メインドラマの他、ミニドラマやおまけのメッセージ集なども収録。
声優はアニメ化の際に総入れ替えとなったが、馨役の鈴村健一のみ光役としてアニメにも参加している。アニメ化以降は、雑誌付属のCDドラマもアニメ版の声優で発表されている。
「桜蘭高校ホスト部」きらめきCDパック（2003年冬）
メインドラマは原作第1話（単行本1巻収録）のハルヒ入部エピソード。
「桜蘭高校ホスト部」うきドキCDパック（2004年夏）
メインドラマは原作第3話（単行本1巻収録）の宝積寺れんげ登場エピソード。
「桜蘭高校ホスト部」わいガヤCDパック（2005年夏）
メインドラマは原作第4話（単行本2巻収録）の身体検査エピソード。
LaLaメモリアル☆ドラマCD（2004年9月号付録）
内容：部の備品点検免除をかけてしりとり勝負をするオリジナルエピソード。
LaLaキラメキ☆ドラマCD（2005年9月号付録）
内容：部員メンバー達がドッジボールで遊ぶオリジナルエピソード。
※下記以降はアニメ版の声優となっている。
「桜蘭高校ホスト部」アニメドラマCD（2006年9月）
メインドラマは、部員たちが子豚とハルヒを仲良くさせるオリジナルエピソード。
LaLaゴージャス☆ドラマCD（2006年11月号付録）
内容：部員メンバー達がドーナツの穴の謎を探るオリジナルエピソード。
LaLaトレジャー☆ドラマCD（2007年10月号付録）
内容：ホスト部お悩み相談室を開設するオリジナルエピソード。
「桜蘭高校ホスト部」わくわくドラマCD
(1) ホスト部ドラマCDへの道 (2) 呪われたホスト部 (3) 鳳家スタッフ三人衆
LaLa付録：LaLaプレミアムドラマCD（2008年5月号付録）
内容：部員がハルヒの弁当箱争奪戦を繰り広げるエピソード。
LaLa付録：LaLaエクセレントドラマCD（2008年11月号付録）
内容：環の夢が実現!? 環の妄想家族が実現してしまうオリジナルエピソード。
LaLa付録：LaLaプレシャスドラマCD（2009年11月号付録）
内容：お手製オークションを開催するオリジナルエピソード。
「桜蘭高校ホスト部」クライマックスドラマCD
(1) ホスト部、栄光の歴史を語る! (2) 鳳家スタッフ三人衆 (3) 声優座談会

### キャスト

#### アニメ化前
- 藤岡ハルヒ - 久川綾
- 須王環 - 緑川光
- 鳳鏡夜 - 諏訪部順一
- 常陸院光 - 保志総一朗
- 常陸院馨 - 鈴村健一
- 埴之塚光邦 - 大谷育江
- 銛之塚崇 - 津田健次郎
- 綾小路 - 荒木香恵
- 宝積寺れんげ - 前田沙耶香
- 九瀬猛 - 風間勇刀

#### アニメ化後
詳しくはアニメのキャストを参照。以下は、アニメに出番がなくドラマCDのみに登場したキャラクターのキャスト。
- 伽名月麗子 - 葉月絵理乃
- 橘誠三郎 - 楠大典
- 相島 - 斧アツシ
- 堀田 - 飛田展男

## テレビアニメ
2006年4月5日から9月27日まで、日本テレビほかでアニメ化された。全26話。
エピソードはほぼ原作に沿ったものだが、原作が未完であったため結末はオリジナルのものになっている。本編中、キャラクター紹介や突っ込みの際にテロップが挿入されるという演出があった。

### キャスト（アニメ）
- 藤岡ハルヒ - 坂本真綾[32]
- 須王環 - 宮野真守[32]
- 鳳鏡夜 - 松風雅也[32]
- 常陸院光 - 鈴村健一[32]
- 常陸院馨 - 藤田圭宣[32]
- 埴之塚光邦 - 齋藤彩夏[32]
- 銛之塚崇 - 桐井大介[32]
- 藤岡涼二 - 子安武人
- 藤岡琴子 - 土井美加
- 須王譲 - 井上和彦
- 須王静江 - 京田尚子
- 鳳敬雄 - 立木文彦
- 埴之塚頼久 - 郷里大輔
- 埴之塚靖睦 - 渡辺啓
- 矢道芙裕美 - 井上喜久子
- 綾小路 - 根谷美智子
- 宝積寺れんげ - 吉住梢
- 猫澤梅人 - うえだゆうじ
- 猫澤霧美 - 間宮くるみ
- 相賀和清 - 山崎樹範
- 笠野田律 - 羽多野渉
- 鷹凰子嗣郎 - 竹内順子
- 神城雛 - 門脇舞
- 春日崎奏子 - 桑谷夏子
- 珠洲島亨 - 田坂秀樹
- 小松澤明 - 鳥海浩輔
- 右京千影 - 梶裕貴
- 左京智親 - 小林和矢
- 倉賀野百華 - 渡辺智美
- 秋鹿百合子 - 成田紗矢香
- 州脇梓 - 椿理沙
- 宇佐美陽菜 - 椿理沙
- 北御門梢 - 成田紗矢香
- 三鴨茉莉花 - 石塚さより
- 宗像亜弓 - 浅井清己
- 夷川栞 - 三瓶由布子
- 桜塚希美子 - 浅井清己
- 烏丸瑠璃 - 石塚さより
- 上賀茂椿 - 高垣彩陽
- 君和田ほのか - 渡辺智美
- 天草紅緒 - 斎賀みつき
- 舞原千鶴 - 山田美穂
- 石蕗雛子 - 笹本優子
- 園田功 - 長島雄一（現・チョー）[注 1]
- 千堂 鉄也 - 浪川大輔
- エクレール・トネール - 田村ゆかり
- 前園シマ - 羽鳥靖子
- 野武 - 目黒光祐
- 荒井 - 竹谷和樹
- メイドA・B - 小野涼子・渡辺智美
- 世話係 - 石塚さより
- くれ竹 - 川上とも子
- 角松 - 岩尾万太郎

### オリジナルキャラクター
原作には存在しない、アニメオリジナルのキャラクター。
エクレール・トネール
アニメのみ登場。フランス有数の名家トネール家の三女。環との婚姻と鳳グループの企業買収のため来日。トネール家の家政婦である環の母からの話で環に興味を抱く。常にオペラグラスを持ち歩き、特に環を距離に関係なく注視する。
環の独占を図るため、わざわざハルヒの借金を肩代わりしてホスト部に在籍する理由をなくしてハルヒを追い出すなど、性格は傲慢で冷淡。だが政略結婚とはいえ、環への愛情は決して形だけのものではなかった。
エクレールはフランス語で「雷光」、トネールは「雷鳴」を意味し、雷嫌いのハルヒの「天敵」であることを示唆している。
サル
アニメにのみ登場。突如出現しバナナの皮を落としていくが、皮だけ落ちていることも。皮には必ず誰かが引っ掛る。

### スタッフ
- 監督 - 五十嵐卓哉[32]
- シリーズ構成・脚本 - 榎戸洋司[32]
- キャラクターデザイン - 高橋久美子
- メインデザイン - 福地仁
- プロップデザイン - 宮豊
- 美術監督 - 中村典史[32]
- 色彩設計 - 中山しほ子
- 撮影監督 - 瓶子修一[32]
- 編集 - 西山茂
- 音響監督 - 若林和弘
- 音楽 - 平野義久
- プロデューサー - 中谷敏夫、田村学、南雅彦、山下雅弘
- アニメーション制作 - ボンズ[32]
- 製作著作 - 桜蘭高校ホスト部製作委員会（日本テレビ、バップ、ボンズ、白泉社）

### 主題歌
オープニングテーマ「桜キッス」
作詞 - 渡辺なつみ / 作曲 - Rie / 編曲 - 新屋豊 / 歌 - 河辺千恵子
エンディングテーマ
「疾走」（第1話 - 第25話）
作詞・作曲 - 安斉龍介 / 編曲・歌 - LAST ALLIANCE
「また明日！」（第26話）
作詞 - 松藤量平 / 作曲・編曲 - 新屋豊 / 歌 - ホスト部

### 挿入歌・挿入曲
- 「19話 ロベリア女学院の逆襲」でハルヒが口パクで歌ったのは、主題歌を担当した河辺千恵子のアルバム「brilliance 」の5曲目に収録されている「little wing」。
- 「6話 小学生ホストはやんちゃ系」で使用されたピアノ曲は、『のだめカンタービレ』でも用いられたモーツァルトの「2台のピアノのためのソナタ」。15話でも環が（連弾用なのに一人で）演奏している。

### サウンドトラック
桜蘭高校ホスト部 サントラ&キャラソン集 前編
キャラクターソング
- 須王環：宮野真守「GUILTY BEAUTY LOVE」
- 埴之塚光邦：齋藤彩夏「ドキドキ☆ワクワク♪」
- 銛之塚崇：桐井大介「いつも側に」

他、サウンドトラック 全20曲

桜蘭高校ホスト部 サントラ&キャラソン集 後編
キャラクターソング
- 鳳鏡夜：松風雅也「冷たい夜」
- 常陸院光：鈴村健一&常陸院馨：藤田圭宣「僕らのLove Style」
- ホスト部「また明日！」

他、サウンドトラック 全19曲

桜蘭高校ホスト部 サントラ&キャラソン集 特別編
キャラクターソング
- 須王環：宮野真守「叶うなら」
- ホスト部「また明日！ 特別編」

他、前編・後編未収録2曲を含む、サウンドトラック 全12曲

### 各話リスト
| 話数 | サブタイトル               | 絵コンテ            | 演出       | 作画監督                                                                  | 放送日        |
| ---- | -------------------------- | ------------------- | ---------- | ------------------------------------------------------------------------- | ------------- |
| 1    | 今日から君はホストだ       | 五十嵐卓哉          | 五十嵐卓哉 | 長谷部敦志                                                                | 2006年4月5日  |
| 2    | 高校生ホストのお仕事       | 佐藤イチ            | 安斎剛文   | 菅野宏紀                                                                  | 2006年4月12日 |
| 3    | 身体検査に御用心           | 岡村天斎            | 飯村正之   | 本橋秀之                                                                  | 2006年4月19日 |
| 4    | 女子マネージャー襲来       | 中津環              | 中津環     | 斉藤英子                                                                  | 2006年4月26日 |
| 5    | 双子ケンカする             | 角田一樹            | 角田一樹   | 工藤裕加                                                                  | 2006年5月3日  |
| 6    | 小学生ホストはやんちゃ系   | 福田道生            | 森山雄治   | もりやまゆうじ                                                            | 2006年5月10日 |
| 7    | ジャングルプールSOS        | 石平信司            | 安斎剛文   | 矢崎優子、長谷部敦志                                                      | 2006年5月17日 |
| 8    | 太陽と海とホスト部         | 五十嵐卓哉 飯村正之 | 飯村正之   | 本橋秀之                                                                  | 2006年5月24日 |
| 9    | ロベリア女学院の挑戦       | 金子伸吾            | 金子伸吾   | 菅野宏紀                                                                  | 2006年5月31日 |
| 10   | 藤岡家の日常               | 桜井弘明            | 信田ユウ   | 鍋田香代子                                                                | 2006年6月7日  |
| 11   | お兄ちゃまは王子様         | 石平信司            | 松尾慎     | 斉藤英子                                                                  | 2006年6月14日 |
| 12   | ハニー先輩の甘くない三日間 | 福田道生            | 熨斗谷充孝 | 鈴木伸一                                                                  | 2006年6月21日 |
| 13   | 不思議の国のハルヒ         | 五十嵐卓哉          | 五十嵐卓哉 | 倉島亜由美                                                                | 2006年6月28日 |
| 14   | 噂のホスト部を取材せよ     | 菱田正和            | 安斎剛文   | 工藤裕加                                                                  | 2006年7月5日  |
| 15   | 軽井沢さわやかバトル       | 石平信司            | 中村里美   | 本橋秀之                                                                  | 2006年7月12日 |
| 16   | ハルヒと光の初デート大作戦 | 角田一樹            | 角田一樹   | 長谷部敦志、菅野宏紀                                                      | 2006年7月19日 |
| 17   | 鏡夜の不本意な休日         | 福田道生            | 犬川犬夫   | 鍋田香代子                                                                | 2006年7月26日 |
| 18   | チカ君のハニー打倒宣言     | 石平信司            | 信田ユウ   | 小平佳幸                                                                  | 2006年8月2日  |
| 19   | ロベリア女学院の逆襲       | 金子伸吾            | 金子伸吾   | 斉藤英子、矢崎優子                                                        | 2006年8月9日  |
| 20   | 双子があけた扉             | 京田知己            | 中村里美   | 本橋秀之                                                                  | 2006年8月16日 |
| 21   | いつかカボチャになる日まで | 数井浩子 石平信司   | 佐藤育郎   | 桑名郁朗、板垣敦 安田京子、小谷杏子 逢坂浩司、織田広之 金田尚子、山本尚志 | 2006年8月23日 |
| 22   | モリ先輩に弟子入り志願     | 安斎剛文            | 安斎剛文   | 工藤裕加                                                                  | 2006年8月30日 |
| 23   | 環の無自覚な憂鬱           | 松尾慎              | 松尾慎     | 長谷部敦志、菅野宏紀                                                      | 2006年9月6日  |
| 24   | そして鏡夜は出会った       | 京田知己            | 京田知己   | 小平佳幸                                                                  | 2006年9月13日 |
| 25   | ホスト部解散宣言           | 石平信司            | 金子伸吾   | 斉藤英子、工藤裕加                                                        | 2006年9月20日 |
| 26   | これが俺たちの桜蘭祭       | 五十嵐卓哉          | 五十嵐卓哉 | 高橋久美子                                                                | 2006年9月27日 |

### 放送局
| 放送地域   | 放送局         | 放送期間                 | 放送日時                     | 放送系列       | 備考              |
| ---------- | -------------- | ------------------------ | ---------------------------- | -------------- | ----------------- |
| 関東広域圏 | 日本テレビ     | 2006年4月5日 - 9月27日   | 水曜 0:50 - 1:20（火曜深夜） | 日本テレビ系列 | 製作委員会参加    |
| 北海道     | 札幌テレビ     | 2006年4月6日 - 10月5日   | 木曜 1:25 - （水曜深夜）     | 日本テレビ系列 |                   |
| 静岡県     | 静岡第一テレビ | 2006年4月19日 - 10月11日 | 水曜 1:20 - （火曜深夜）     | 日本テレビ系列 |                   |
| 中京広域圏 | 中京テレビ     | 2006年4月13日 - 10月5日  | 木曜 1:59 - 2:29（水曜深夜） | 日本テレビ系列 |                   |
| 近畿広域圏 | よみうりテレビ | 2006年4月18日 - 10月10日 | 火曜 1:42 - 2:12（月曜深夜） | 日本テレビ系列 | MONDAY PARK 第1部 |

動画配信サイトShowTimeで、2008年4月上旬より全話インターネット配信がされている。2008年5月12日より、GyaOアニメチャンネルで2話ずつ無料配信開始。
| 日本テレビ 火曜深夜アニメ枠           | 日本テレビ 火曜深夜アニメ枠 | 日本テレビ 火曜深夜アニメ枠 |
| 前番組                                | 番組名                      | 次番組                      |
| ------------------------------------- | --------------------------- | --------------------------- |
| 闘牌伝説アカギ 〜闇に舞い降りた天才〜 | 桜蘭高校ホスト部            | DEATH NOTE                  |

## テレビドラマ
2011年7月22日から9月30日まで、TBS系列のFriday Break枠で放送された。川口春奈は本作が連続ドラマ初主演。番組内のナレーションはアニメ版の藤岡ハルヒの声を演じた坂本真綾が担当している。
2011年8月25日に「桜蘭高校ホスト部サマーパーティー」と銘打ったファンミーティングが行われ、映画化されることが発表された。

### 概要
私立桜蘭学院は一に家柄、二にお金、良家のご子息ご令嬢が通う日本有数の名門学院。
放課後、静かに勉強できる場所を探して南校舎北側階段ホール突き当り第三音楽室に入る藤岡ハルヒ。そこから物語が始まる。

### キャスト（ドラマ）

#### 桜蘭ホスト部
スーパーお金持ち高校に君臨する麗しき美男子が織りなす華麗なる遊戯集団。
暇を持て余す美男子が同じく暇な女子をもてなし潤す。
桜蘭ホスト部は料金を頂いていないので、その代りにネットオークションやグッズの売り上げで衣装代や飲食代を賄っている。
藤岡 ハルヒ
演 - 川口春奈（幼少期（写真 / 回想） 石井萌々果）
高等部1年生 特待生。学校一の貧乏人で庶民。特待生は首席をキープしないと退学になる。あまり外見に拘りがなく、父親から渡された1万円で1週間生活をしている。
長い髪の毛は近所の子供にガムを付けられ、自分で短い髪にカットした。父子家庭で他人に甘えることが出来ず、常に強い心を持とうとして環に反発してしまう。
暗所、高所、先端、虫など嫌いなものが無いように見えるが実はカミナリが苦手。幼いころはいつも1人で必死に耐えてきた。
須王 環
演 - 山本裕典
高等部2年生。ホスト部部長。指名率NO.1の王子系男子。ハルヒが好きという感情が出過ぎているが中々、本人にその思いが伝わらない。照れ隠しの冗談なのかハルヒに「お父さん」と呼ばれるよう奮闘している。
鳳 鏡夜
演 - 大東俊介
高等部2年生。ホスト部副部長。ホスト部の頭脳で「ホスト部の情報を甘く見ないで頂きたい」が口癖なクール系男子。万が一に備えて桜蘭学院教室、理事長室など全てのカギを複製している。
メリットのないことには汗をかかない主義で、目的がないと心配もしない非情な性格なのに、ハルヒが海に突き飛ばされたとき冷静な判断もなく海へ飛び込んだ。
常陸院 光
演 - 高木心平
常陸院 馨
演 - 高木万平
高等部1年生。女子の大好きなボーイズラヴ、双子ならではのこのうえない禁断なプレイが売り。ホスト部内NO.1の快楽主義者で清らかな乙女たちを悩殺して楽しんでいる。
中等部時代は今よりさらに性格が歪んでおり、傷つくのが怖いからわざとお互いが間違えられるように仕向け、いつも2人だけの世界に閉じこもり、とても頑丈なカギをかけていた。
それを知った環が「そこまで似ているのはある意味才能だ、自虐的に人を試すのをやめて楽しいゲームをしないか」とホスト部に誘ったことで入部。
埴之塚 光邦
演 - 千葉雄大（小さくなった時の光邦 西田匠吾）
高等部3年生。通称ハニー先輩、ラヴリー系でより中性的な男子。こう見えて中学時代は空手のチャンピオンでホスト部に入部する前は空手部主将だった。得意技は「うさちゃんキック」。
埴之塚家は武道の名門で、次期当主に相応しい厳格な人間でなくてはいけないと心に決め、ホスト部入部前はラヴリー系グッズを封印していたが、環と出会ったことでその考えは変わっていく。
銛之塚 崇
演 - 中村昌也
高等部3年生。通称モリ先輩、口数が少ない強面なワイルド系男子。戦国時代から銛之塚家は代々埴之塚家に仕えておりその関係は現代でも続き、2代前の婚姻により光邦とは従兄弟同士の関係である。剣道で全国制覇の経験を持つ。
自分が光邦に言えなかった言葉である「自分に正直であることもまた強さ」を代弁してくれた環を信用した。

#### 黒魔術部
猫澤 梅人
演 - 竜星涼
高等部3年生。黒魔術部部長。よくホスト部に顔を出しハルヒに不吉な予言をする。日光が苦手。呪文を覚えるために呪いのスピードラーニングを聞いて勉強している。
猫沢家は昔ロシアから日本に移り住んだ一族でロマノフ王朝の系譜に属する由緒正しき家柄。100年に一度闇に魅入られし子が誕生するという伝説が言い伝えられている。
国内にプライベートビーチを所有し、そのビーチには猫沢家の守り神が代々祀られている「ネコガイワ」、猫沢家に呪われた人々が葬られた「ドウクツ」、アメリカの心霊映画に出てきそうな洋館風の「ベッソウ」がある。
原作やアニメと比べ、登場回数が多い。
伽名月 麗子
演 - 杉咲花（第7 - 最終話）
高等部1年生。環とハルヒの父親との相性を水晶で占う。「残念ながら相性が決して良いとは言えない、おネエ難の相が出ている」と告げ、男でもなく女でもない人に対して不吉な予兆が出ていると話す。
趣味は呪いと暗黒世界の研究。言葉を淀みなく喋るが、たまに言葉の言い間違いをして突っ込まれる。しかし特に訂正はせず、常に冷静である。

#### ホスト部女性常連客
東條 千春
演 - 小川ももえ
西條 夏樹
演 - 広村美つ美
南條 秋奈
演 - 東亜優
倉賀野 百華
演 - 清野菜名
桜塚 希美子
演 - nicola
常連客
演 - 房みどり、水谷幸恵、絵理南、高橋まどか、宮城美寿々、小田島渚、白石岬、安西涼生、あすみ、高橋一舞紀

#### その他
藤岡 琴子（他界 写真 / 回想）
演 - 鈴木亜美
ハルヒの母親。街の小さな弁護士事務所で働き、弱い立場の人たちの味方。

#### ゲスト

##### Episode1
綾小路 聖香
演 - 大川藍（最終話）
須王環の指名客。庶民の食べ物は絶対口にしない、世間知らずで気位が高い温室育ちの姫系お嬢様。環に気に入られたハルヒに対し嫌がらせを行う。
しかし、部員達には全てお見通しであり、ホスト部への出入りを禁じられそうになるが、被害者であるハルヒが彼女を許したことで帳消しとなった。その感謝を込めてダンボールで1年分のインスタントコーヒー（キーコーヒー3種）をホスト部へ贈呈した。

##### Episode2
野武
演 - 神保悟志
隣町の内科医。妻と出て行った娘に進学祝を渡そうと黄林高校に向かっていたが、間違えて桜蘭学院に入ってしまった。
女医
演 - 唐橋ユミ
鏡夜の父親が経営する病院から派遣され、ハルヒの身体検査を担当する。
医者
演 - 水谷あつし
私立桜蘭学院生徒を上手に褒めながら機嫌を損わないよう身体検査を行う。
おかっぱ看護師
演 - 岩井七世
私立桜蘭学院生徒が迷わないように身体検査のブースをエスコートしたり、ドリンクサービスを行う。
看護師
演 - 吉田智美

##### Episode3
城之内 綾女
演 - 中別府葵（最終話）
ハルヒの家庭教師。鏡夜のクラスメイトで副委員長を務める成績優秀な令嬢。
歪んだ姿勢が嫌いで、自分の考えをモールス信号のように息つく暇を与えず話し続ける。それを聞いた相手は酸欠状態に陥る。
縮毛矯正をしていることもあって、古来より日本人の情緒に訴えかけるものだと十分に理解しているが、雨は大嫌い。また、大多数の女子に魅力的で人気のある環だが生理的に受け付けない。
中等部3年時の先生（回想）
演 - 本田清澄

##### Episode4
宝積寺 れんげ
演 - 土屋太鳳（第6話）
鏡夜の親が取引先のご令嬢。鏡夜に会うために遥々フランスからやって来た。恋愛シミュレーションゲーム「ウキドキメモリアル」にはまっている。
その登場人物、一条雅と鏡夜を重ね合わせて勝手な妄想を楽しんでいる妄想女子。鏡夜を喜ばせるために慣れない料理に挑戦しクッキーを焼いたり、桜蘭高校ホスト部のマネジャーに志願しキャラを一新しようと奮闘する。
桜蘭高校ホスト部と関わっていくなかで徐々に現実を受け入れられるようになる。
宝積寺 渉
演 - 五王四郎
娘に甘い過保護な父親。れんげを溺愛している。
理事長秘書
演 - 阿部哲子（第8・10 - 最終話）
冷静沈着で話を激しく脱線する理事長を戒める。
桜蘭学院男子生徒
演 - 桜野裕己
少し悪そうな不良系男子。

##### Episode5
チャラいナンパ男
演 - 大熊将成、柳亮、吉水健一
プライベートビーチに不法侵入し、女性客をナンパする。

##### Episode6
私立桜蘭学院高等部教頭
演 - 藏内秀樹
女子生徒
演 - 安倍花映
中等部の頃、光が好きでラブレターを書き机の中に入れた。しかし、光と馨の見分けがつかず「次はもっと面白い告白してね」と容赦ない言葉で振られ涙する。

##### Episode7
藤岡 涼二 / 蘭花
演 - 戸次重幸（最終話）
おかまバーで働くハルヒの父親。環は「害虫」敵とみなし、鏡夜とはメールで情報交換をしている。たまに尾行プレイと称してハルヒを影から見守っている。
父親に心配を掛けまいという思いから娘がしっかりとした性格になって助かるが、内心では少し甘えて欲しいと思っている。
幼い女の子
演 - 恩田乃愛
スーパーで買い物している時、商品を探すのに必死で高く積んであった缶詰に気が付かず、カートで倒してしまう。

##### Episode8
須王 譲
演 - 升毅（第10 - 最終話）
環の父であり、桜蘭学院の理事長。金融業を基盤にホテル、劇場など手広く扱う大財閥。
言葉では「貧しくても志のある少年少女のあしながおじさん」になりたいと言っているが内心では感謝の気持ちが知りたいと思っており、定期的にお礼の手紙を書きなさいとハルヒにレターセットをプレゼントする。話は脱線しがちで仕草が環に似ている。
猫澤 霧美
演 - 澤田萌音（最終話）
幼等部1年生、猫澤梅人の妹。兄は明るい場所に出るとダメージを受けるが逆に妹は暗いところが苦手。とてもアンバランスな悲劇の兄妹。
肖像画に描かれた王子様が本当の兄だと思っているので、周りの執事たちが黒装束を着た人がおにいさまだと説明しても信じようとしない。
ホスト部の「猫沢家兄妹仲良し大作戦」が功を奏し徐々に兄弟の絆を取り戻していく。動物が苦手で特に猫が大嫌い。
呉竹
演 - 吉川麻美
王子様しか信じなくなった霧美に王子が多く登場する絵本を読み聞かせる。それでもネタが尽きてしまい今度は少女漫画にレパートリーを広げる。
その影響か「逆ハーレム」「酒池肉林」など幼児が耳にしない言葉を霧美が話すようになった。

##### Episode9
須王 静江
演 - 江波杏子（第10 - 最終話）
譲の母、環の祖母。須王財閥会長、最高権力者。環が近づき挨拶するだけで「汚らわしい」と孫の存在を拒絶する。
荒井
演 - 秋元龍太朗
ハルヒの中学時代の同級生。荒井青果店の配達でPension & cafe美鈴を訪れたとき、ペンションで働いているハルヒと再会する。エリート学校に進学したハルヒを気に掛け心配している。

##### Episode10
小松澤 明
演 - 永瀬匡（第9話）
高等部3年生。新聞部部長。部の存続を賭け環のスキャンダルを掴み、校内新聞記事に載せる計画を企てる。
右京 あかり
演 - 上間美緒（第9話）
新聞部部員。部長の陰湿な計画に耐えかねて事の真相を銛之塚に話す。隠れモリ先輩ファンでもある。
レスリング部主将
演 - ジャスティス岩倉
新聞部の計画に協力する。鍛えられた肉体を武器にハニー先輩へ立ち向かうが動作なく簡単にのされてしまう。
鳳 敬雄
演 - 清水昭博（最終話）
鏡夜の父親、須王家は利用する価値のある相手だから大事にしなさいと鏡夜に話す。
鳳 悠一
演 - 合田雅吏
鳳家長男。「跡を継がない人間は気楽だ」と鏡夜に嫌味を言う。
鳳 秋人
演 - 望月柊成
鳳家次男。三男である鏡夜に対して見下した物の言い方をする。

### スタッフ（ドラマ）
- 原作 - 『桜蘭高校ホスト部』葉鳥ビスコ（白泉社）
- 脚本 - 池田奈津子
- 主題歌 - miwa「FRiDAY-MA-MAGiC」[36]（ソニー・ミュージックレコーズ）
- チーフプロデューサー - 伊與田英徳、杉山剛（ソニー・ミュージックエンタテインメント）
- プロデューサー - 韓哲、橘康仁
- 演出 - 韓哲、佐藤敦司、芝崎弘記
- 音楽 - 仲西匡
- 音楽プロデュース - 志田博英

| - 撮影 - 近江正彦 - 映像 - 古市修文 - 照明 - 横山修司 - 音声 - 植村貴弘 - 編集 - 高池徹、山田典久 - CG - 鳥尾美里、岩田勝巳、小垣貴裕 - 選曲・効果 - 稲川壮 - MA - 松井謙典 - 音楽コーディネート - 溝口大悟 | - 美術デザイン - YANG仁栄 - 美術制作 - 川島由依 - 装飾 - 飯田恵一 - 装置 - 尻無浜宏人 - 建具 - 阿部英之 - 植木 - 兵頭二郎 - 電飾 - 秦一志 - 衣装 - 金順華 - 持道具 - 中飛沙織 - ヘアメイク - 松田麻希 - 車両 - 近藤匡央 | - スタントコーディネーター - 出口正義（ゴクウ） - 所作指導 - 吉澤久美子 - イラストデザイン協力 - 岡本恵里香（大阪芸術大学） - 所作指導 - 吉澤久美子 - 編成 - 畠山渉 - 番組宣伝 - 磯谷昌宏 - インターネット - 田中千歳 - スチール - 蘭彩衣子 - ライセンス - 六車美恵 - 演出補 - 芝崎弘記 - 記録 - 小柳菜乃 - 制作担当 - 吉川和也 - プロデュース補 - 髙野英治 - デスク - 藤田順子、高梨友紀子 |

- 協力 - アックス、東通、日音、Ventuno
- 撮影協力
  - 結城病院、HOME&DECOR DESIGN、T&G、ヒルサイドクラブ迎賓館、ミルフィーユGC、千葉市美術館、東京海洋大学、武蔵大学、後藤学園、青山ロビンズクラブ
- 特別協力 - ソニー・ミュージックエンタテインメント
- 制作協力 - ドリマックス
- 製作・著作 - TBS

### 「桜蘭高校ホスト部」Episode0 放送内容
- Episode0（ドラマ部分）
  - Case1 南條秋奈／Case2 西條夏樹／Case3 東條千春
  - Case2で西條夏樹が読んでいた「いけない恋の始まり」という本の著者名が、このドラマの演出を担当している、韓哲と佐藤敦司の名字と名前を組み合わせた「韓敦司」になっている。
- スペシャルトーク 前編・後編
  - 出演者：川口春奈、山本裕典、大東俊介、高木心平、高木万平、千葉雄大、中村昌也、竜星涼
- 撮影時のメイキング

### 放送リスト
| 話数                                                          | 放送日         | 脚本                      | 演出     | 視聴率 |
| ------------------------------------------------------------- | -------------- | ------------------------- | -------- | ------ |
| Episode0                                                      | 2011年 7月15日 | 池田奈津子 （ドラマ部分） | 佐藤敦司 | 2.7%   |
| Episode1                                                      | 7月22日        | 池田奈津子                | 韓哲     | 1.1%   |
| Episode2                                                      | 7月29日        | 池田奈津子                | 韓哲     | 3.4%   |
| Episode3                                                      | 8月05日        | 池田奈津子                | 韓哲     | 2.7%   |
| Episode4                                                      | 8月12日        | 池田奈津子                | 佐藤敦司 | 2.3%   |
| Episode5                                                      | 8月19日        | 池田奈津子                | 佐藤敦司 | 3.1%   |
| Episode6                                                      | 8月26日        | 池田奈津子                | 韓哲     | 3.0%   |
| Episode7                                                      | 9月02日        | 池田奈津子                | 韓哲     | 3.4%   |
| Episode8                                                      | 9月09日        | 池田奈津子                | 佐藤敦司 | 2.8%   |
| Episode9                                                      | 9月16日        | 池田奈津子                | 佐藤敦司 | 4.0%   |
| Episode10                                                     | 9月23日        | 池田奈津子                | 芝崎弘記 | 3.1%   |
| Final Episode                                                 | 9月30日        | 池田奈津子                | 韓哲     | 2.3%   |
| 平均視聴率 2.8%（視聴率はビデオリサーチ調べ、関東地区・世帯） |                |                           |          |        |

- Episode1はプロ野球オールスター延長の影響で予定より30分遅れの24:50に放送開始
- Episode6は世界陸上関連番組放送のため24:29に放送開始
- Episode7は世界陸上大会期間中の特別編成でNEWS23Xが24:25まで放送されたため24:30に放送開始
- Final Episodeは中居正広のキンスマスペシャルのため、25分遅れの24:45に放送開始

### ネット局・放送時間
| 放送対象地域   | 放送局                    | 放送期間                       | 放送日時                | Episode0放送日時       | 備考                               |
| -------------- | ------------------------- | ------------------------------ | ----------------------- | ---------------------- | ---------------------------------- |
| 関東広域圏     | TBSテレビ（TBS）          | 2011年7月22日 - 9月30日        | 金曜 24:20 - 24:50      | 7月15日 24:20 - 24:50  | 製作局                             |
| 静岡県         | 静岡放送（SBS）           | 2011年7月22日 - 9月30日        | 金曜 24:20 - 24:50      | 7月15日 24:20 - 24:50  | 同時ネット                         |
| 近畿広域圏     | 毎日放送（MBS）           | 2011年7月27日 - 10月5日        | 水曜 26:40 - 27:10      | 7月20日 26:40 - 27:10  | 5日遅れ                            |
| 中京広域圏     | 中部日本放送（CBC）       | 2011年7月29日 - 10月21日       | 金曜 25:27 - 26:00      | 7月22日 25:27 - 26:00  | 21日遅れ                           |
| 熊本県         | 熊本放送（RKK）           | 2011年8月1日 - 10月10日        | 月曜 25:25 - 25:55      | 7月25日 25:25 - 25:55  | 10日遅れ                           |
| 北海道         | 北海道放送（HBC）         | 2011年8月2日 - 10月11日        | 火曜 24:56 - 25:26      | 7月26日 24:56 - 25:26  | 11日遅れ                           |
| 福岡県         | RKB毎日放送（RKB）        | 2011年8月16日 - 11月1日        | 火曜 25:25 - 25:55      | 8月9日 24:55 - 25:25   | 32日遅れ                           |
| 長野県         | 信越放送（SBC）           | 2011年9月1日 - 11月10日        | 木曜 23:50 - 24:20      | 8月25日 23:50 - 24:20  | 41日遅れ                           |
| 富山県         | チューリップテレビ（TUT） | 2011年9月5日 - 11月7日         | 月曜 25:00 - 25:30      | 9月4日 25:20 - 25:50   | 45日遅れ                           |
| 石川県         | 北陸放送（MRO）           | 2011年9月28日 - 12月7日        | 水曜 24:55 - 25:25      | なし                   | 68日遅れ                           |
| 鹿児島県       | 南日本放送（MBC）         | 2011年10月3日 - 12月12日       | 月曜 24:10 - 24:40      | なし                   | 73日遅れ                           |
| 山形県         | テレビユー山形（TUY）     | 2011年10月11日 - 12月20日      | 火曜 24:20 - 24:50      | なし                   | 81日遅れ                           |
| 宮城県         | 東北放送（TBC）           | 2011年10月12日 - 12月21日      | 水曜 24:20 - 24:50      | なし                   | 82日遅れ D×D〜ドラマナイト〜 第2枠 |
| 新潟県         | 新潟放送（BSN）           | 2011年10月17日 - 12月26日      | 月曜 24:50 - 25:20      | 10月17日 24:50 - 25:20 | 87日遅れ                           |
| 岡山県・香川県 | 山陽放送（RSK）           | 2011年10月19日 - 2012年1月11日 | 水曜 24:20 - 24:50      | 10月19日 23:50 - 24:20 | 89日遅れ                           |
| 愛媛県         | あいテレビ（ITV）         | 2011年10月21日 - 12月30日      | 金曜 25:25 - 25:55      | 10月18日 24:50 - 25:20 | 91日遅れ                           |
| 福島県         | テレビユー福島（TUF）     | 2011年10月31日 - 2012年1月16日 | 月曜 24:50 - 25:20      | なし                   | 101日遅れ                          |
| 宮崎県         | 宮崎放送（MRT）           | 2011年10月31日 - 2012年1月23日 | 月曜 24:55 - 25:25      | 10月24日 24:55 - 25:25 | 108日遅れ                          |
| 長崎県         | 長崎放送（NBC）           | 2011年11月15日 - 2012年2月7日  | 火曜 24:20 - 24:50      | 11月8日 24:20 - 24:50  | 116日遅れ                          |
| 大分県         | 大分放送（OBS）           | 2011年11月29日 - 12月15日      | 月 - 木曜 10:20 - 10:50 | 11月28日 10:20 - 10:50 | 「ホッとTime」枠                   |
| 高知県         | テレビ高知（KUTV）        | 2011年12月14日 - 2012年2月29日 | 水曜 23:50 - 24:20      | 12月7日 23:50 - 24:20  | 145日遅れ                          |
| 沖縄県         | 琉球放送（RBC）           | 2011年12月16日 - 2012年2月23日 | 木曜 26:25 - 26:55      | なし                   | 146日遅れ                          |
| 青森県         | 青森テレビ（ATV）         | 2012年1月4日 - 3月14日         | 水曜 25:00 - 25:30      | なし                   | 166日遅れ                          |
| 山梨県         | テレビ山梨（UTY）         | 2012年1月10日 - 1月26日        | 月 - 金曜 16:20 - 16:50 | なし                   |                                    |
| 岩手県         | IBC岩手放送（IBC）        | 2012年1月10日 - 3月20日        | 火曜 24:50 - 25:20      | なし                   | 172日遅れ                          |
| 鳥取県・島根県 | 山陰放送（BSS）           | 2012年1月10日 - 3月20日        | 火曜 24:55 - 25:25      | なし                   | 172日遅れ                          |
| 広島県         | 中国放送（RCC）           | 2012年1月20日 - 3月23日        | 金曜 25:55 - 26:25      | なし                   | 182日遅れ                          |
| 山口県         | テレビ山口（tys）         | 2012年1月21日 - 4月7日         | 土曜 26:41 - 27:11      | 1月14日 26:51 - 27:21  | 190日遅れ                          |
| CS放送（全国） | TBSチャンネル             | 2012年3月18日                  | 日曜 12:30 - 18:00      | なし                   | 全11話一挙放送                     |

- 2011年8月22日-26日は世界陸上関連番組放送のため、各局とも通常より9分遅れ
- 2011年8月29日-9月2日は世界陸上大会期間中の特別編成でNEWS23Xが10分拡大されたため、各局とも通常より10分遅れ
- ネット局は徐々に増え、TBS系列全28局で放送されることになった

| TBS Friday Break                           | TBS Friday Break                                   | TBS Friday Break                                     |
| 前番組                                     | 番組名                                             | 次番組                                               |
| ------------------------------------------ | -------------------------------------------------- | ---------------------------------------------------- |
| シマシマ （2011年4月22日 - 2011年6月24日） | 桜蘭高校ホスト部 （2011年7月22日 - 2011年9月30日） | 廃枠                                                 |
| TBS 金曜24時20分枠                         |                                                    |                                                      |
| シマシマ                                   | 桜蘭高校ホスト部 【この作品までFriday Break枠】    | 怪盗ロワイヤル 【この作品からフライデードラマNEO枠】 |

## 劇場版
『映画 桜蘭高校ホスト部』は2012年3月17日公開の日本映画。テレビドラマシリーズの続編となる映画版オリジナルストーリーで、原作者の全面的脚本協力を得ている。主演は『もし高校野球の女子マネージャーがドラッカーの『マネジメント』を読んだら』の川口春奈。特別出演として財前直見がアンヌ・ソフィー役で出演、スペシャルゲストとしてAKB48の篠田麻里子、2PMのニックンらが登場。2011年12月3日よりホスト部メンバーによる劇場マナーCMも上映されている。また、千葉雄大が主演を務める『白戸修の事件簿』の第8話では、当映画とのコラボレーションとしてホスト部メンバーが出演している。映画観客動員ランキング（興行通信社調べ）では初登場第11位となった。
キャッチコピーは「気づいたらクセになっちゃう部活です。」。

### キャスト（劇場版）
- 藤岡ハルヒ - 川口春奈
- 須王環 - 山本裕典
- 猫澤梅人 - 竜星涼
- 銛之塚崇 - 中村昌也
- 埴之塚光邦 - 千葉雄大
- 常陸院光 - 高木心平
- 常陸院馨 - 高木万平
- 東條千春 - 小川ももえ
- 西條夏樹 - 広村美つ美
- 南條秋奈 - 東亜優
- 倉賀野百華 - 清野菜名
- 桜塚希美子 - nicola
- 九瀬猛 - 市川知宏
アメフト部部長。
- 東郷院誠 - 菊田大輔
アメフト部副部長。
- 垂水隼人 - 鈴木勝大
アメフト部員。
- 伽名月麗子 - 杉咲花
- 満山香南 - 板東晴
- 幼少のハルヒ - 石井萌々果
- ミシェル秘書 - カロリナ
- 須王家秘書 - 阿部真里
- 橘誠三郎 - 楠美聖寿
- ローランス秘書 - 駿河太郎
- ミシェル・江梨華・モナール - 篠田麻里子
シンガポールから来た留学生。
- ローランス・新・モナール - ニックン（2PM）
大財閥の若き当主でミシェルの兄。
- アンヌ・ソフィー - 財前直見（特別出演）
- 蘭花（藤岡涼二） - 戸次重幸
- 藤岡琴子 - 鈴木亜美
- 鳳敬雄 - 清水昭博
- 須王譲 - 升毅
- 須王静江 - 江波杏子
- 鳳鏡夜 - 大東駿介

### スタッフ（劇場版）
- 監督 - 韓哲
- 原作 - 葉鳥ビスコ「桜蘭高校ホスト部」（白泉社「LaLa」掲載）
- 脚本 - 池田奈津子
- 音楽 - 仲西匡
- 音楽プロデュース - 志田博英
- 主題歌 - miwa「いくつになっても」（Sony Records）
- 製作総指揮 - 村松俊亮
- エグゼクティブプロデューサー - 田代秀樹
- 企画・プロデュース - 杉山剛
- プロデュース - 伊與田英徳
- プロデューサー - 橘康仁
- アソシエイト・プロデューサー - 渡邉敬介、佐藤敦司
- ライン・プロデューサー - 前田利洋
- 撮影 - 近江正彦
- 映像 - 古市修文
- 照明 - 横山修司
- 録音 - 植村貴弘
- 美術 - YANG仁栄
- 装飾 - 飯田恵
- 美術制作 - 川島由依
- 助監督 - 芝崎弘記
- 制作担当 - 佐藤大樹、吉川和也
- プロデューサー補 - 高野英治
- 衣裳 - 金順華
- ヘアメイク - 松田麻希
- 持道具 - 中飛沙織
- 記録 - 小柳菜乃
- 編集 - 高池徹
- 選曲 - 稲川壮
- 音響効果 - 西村洋一
- CGプロデューサー - 鳥尾美里
- CGディレクター - 岩田勝巳
- 監修協力 - 菅原弘文
- 企画協力 - 白泉社 LaLa編集部
- 制作プロダクション - ドリマックス・テレビジョン
- 配給 - ソニー・ピクチャーズ エンタテインメント
- 製作 - 映画「桜蘭高校ホスト部」製作委員会（ソニー・ミュージックエンタテインメント、TBS、白泉社、ドリマックス・テレビジョン、中部日本放送、SBS、TUT、MBC）

### テレビ放送
2016年1月4日に、TBSの1:20 - 3:34（JST）で「新春映画特別企画」として地上波初放送された。

### スピンオフドラマ
『桜蘭高校ホスト部 〜ハルヒのハッピーバースデー大作戦〜』はau・LISMOドラマとして2012年1月6日から配信された実写版のスピンオフドラマ。全4話。
キャスト
- 川口春奈
- 山本裕典
- 竜星涼
- 中村昌也
- 千葉雄大
- 高木心平
- 高木万平
- 清野菜名
- nicola
- 大東駿介

スタッフ
- 演出 - 韓哲、佐藤敦司

主題歌
- miwa「FRiDAY-MA-MAGiC」（Sony Music Records Inc.）

## ミュージカル
歌劇『桜蘭高校ホスト部』のタイトルで2021年6月にミュージカル化が発表された。2022年1月15日から23日まで東京都の天王洲 銀河劇場にて上演された。当初は2022年1月29日と30日に大阪府のメルパルクホール大阪にて上演が予定されていたが、舞台関係者の新型コロナウイルス感染が判明したため中止となった。
また、続編が歌劇『桜蘭高校ホスト部』ƒのタイトルで2022年12月2日から11日まで東京都の天王洲 銀河劇場にて、同年12月17日と18日に大阪府のサンケイホールブリーゼにて上演された。
2023年12月2日から10日まで天王洲 銀河劇場にて歌劇『桜蘭高校ホスト部』Fineが上演された。

### キャスト（ミュージカル）
- 須王環 - 小松準弥[50][58][59][55]
- 鳳鏡夜 - 里中将道[50][58][59][55]
- 常陸院光 - 二葉勇[50][58][59][55]
- 常陸院馨 - 二葉要[50][58][59][55]
- 埴之塚光邦 - 小西詠斗[50]（初演）、設楽銀河[58][59][55]（ƒ・Fine）
- 銛之塚崇 - 加藤将[50]（初演）、田鶴翔吾[58][59][55]（ƒ・Fine）
- 藤岡ハルヒ - 山内優花[51][58][59][55]
- 猫澤梅人 - 大海将一郎[51][55]
- 宝積寺れんげ - 斉藤瑞季[51][55]
- 九瀬猛 - 柏木佑介[51]
- 藤岡涼二（蘭花） - 法月康平[51] ※怪我の治療のため降板 → 良知真次
- 埴之塚靖睦 - 熊谷魁人 （ƒ）
- 銛之塚悟 - 大久保樹 （ƒ）
- ミシェル - 竹井未来望 （ƒ）

### スタッフ（ミュージカル）
- 原作 - 葉鳥ビスコ（「月刊LaLa」白泉社刊）
- 演出 - 菜月チョビ[50]（初演）、米山和仁[58][59][55]（ƒ・Fine）
- 脚本 - 赤澤ムック[50]
- 音楽 - Yu（vague）
- 主催 - 歌劇『桜蘭高校ホスト部』製作委員会

## ゲーム
アイディアファクトリー（オトメイト）より2007年4月19日に発売されたPlayStation 2用ゲーム。プレイヤーが主人公、藤岡ハルヒとなり、シナリオ分岐によって複数のエンディングを迎えることができるマルチストーリーアドベンチャーゲーム。全編オリジナル・フルボイス（ただし、メインメンバーのみ）で、スチルはアニメスタッフによる描き下ろし。また、原作者である葉鳥ビスコ原案のオリジナルキャラクターも登場する。
後に「桜蘭高校ホスト部DS」としてニンテンドーDS移植版が発売される。その際、各部員に新たなイベントが追加され、PS2版では声がなかったホスト部常連3名、宝積寺れんげ、猫澤梅人、藤岡蘭花のボイスも追加された。

### ゲームオリジナルキャラクター
ジャン・ピエール・レオ
声 - 野宮一範
絢爛高校2年。フランス生まれで環の親友。フランスで環と出会ったとき環にフランス語を教えてもらってから友達に。環を絢爛高校で設立したホスト部に引き抜くために、桜蘭高校にやってきた。
王龍（ワン ロン）
声 - 内野一
絢爛高校2年。中国からの留学生。中国の悪質金融会社の息子。狡猾な性格で、どこか鏡夜に似ているという意見も。
豪徳寺由綱（ごうとくじ よしつな）
声 - 嵜本正和
絢爛高校2年。レオの警護役としてアメリカからやってきた。寡黙で、どこかモリに似ているという意見も。
姫宮小百合（ひめみや さゆり）
声 - 高橋あみか
桜蘭高校1年。ハルヒの幼稚園時代の親友。背が高いことを気にしている。負けず嫌いな性格だが恋に関しては晩熟。幼稚園卒園後にアメリカに行ってしまったが、そこの社交パーティで出会った初恋の相手が桜蘭高校にいることを知り、追いかけて日本に戻ってきた。
ハルヒのことを「ハルちゃん」と呼んでいる。ハルヒには「小百合」と呼び捨てにされ、光邦には「サユちゃん」と呼ばれる。